# Pan

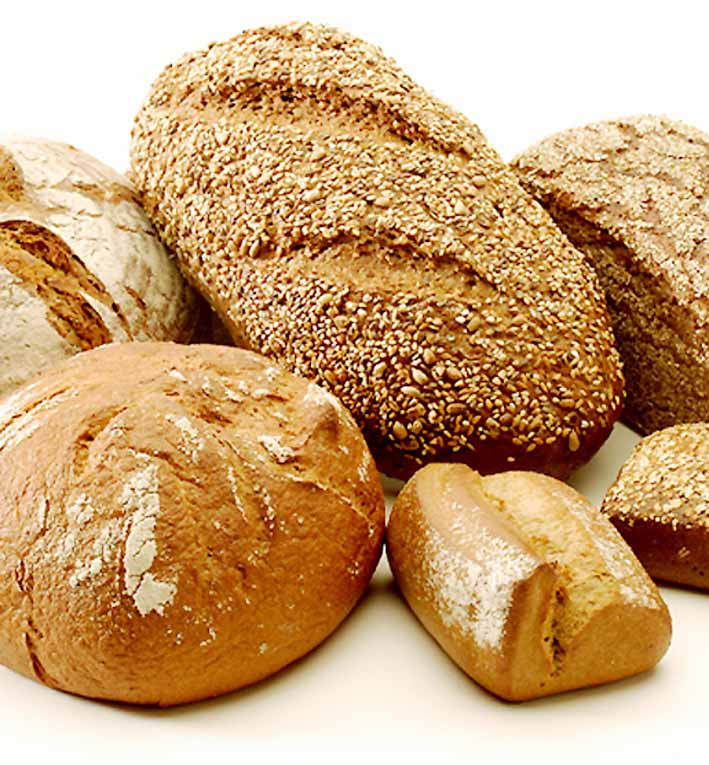
Distintas variedades de pan, con semillas de sésamo, acompañan las decoraciones exteriores de este.

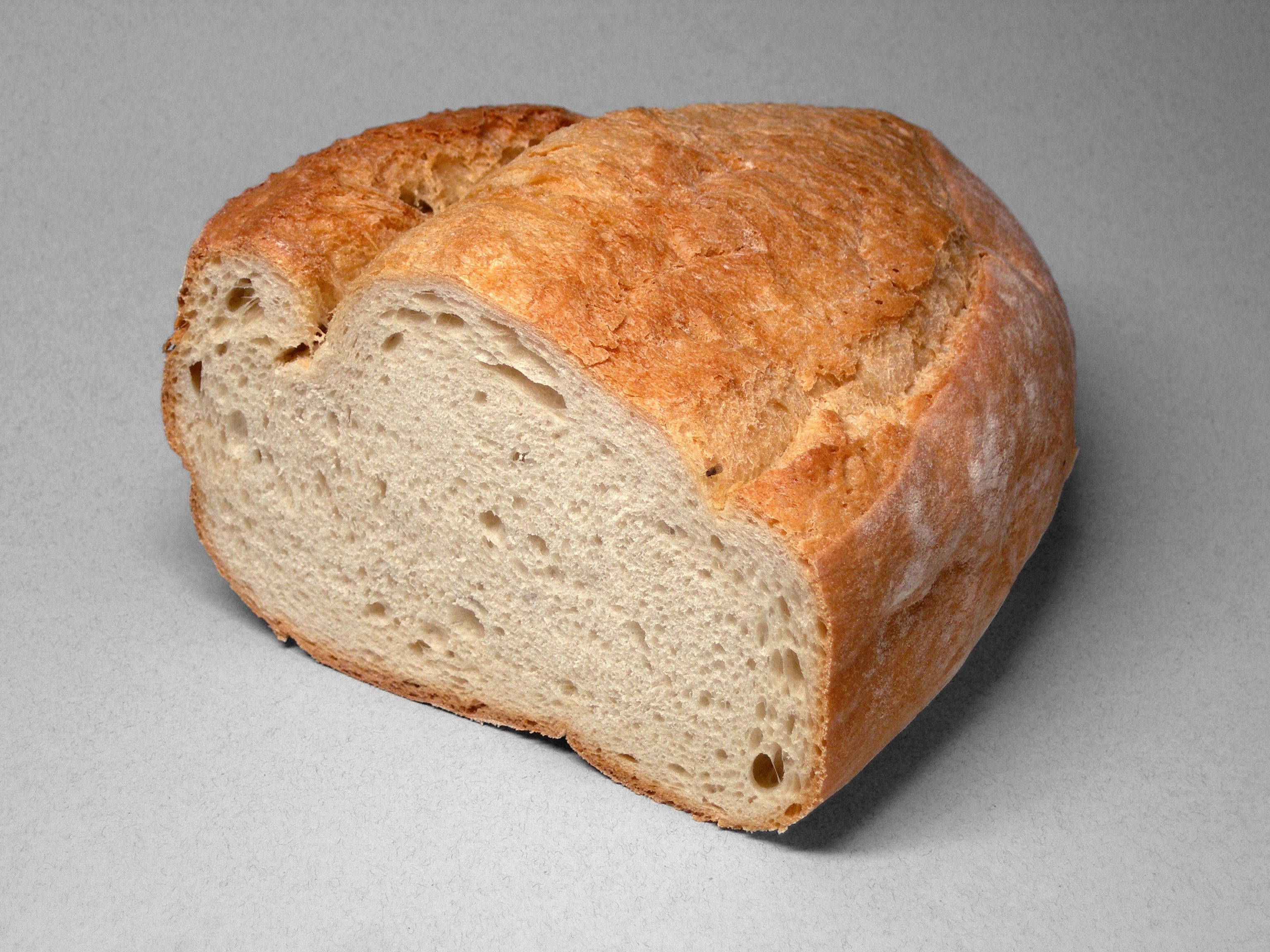
Pan blanco (pan de harina de trigo) con su corte exterior característico.

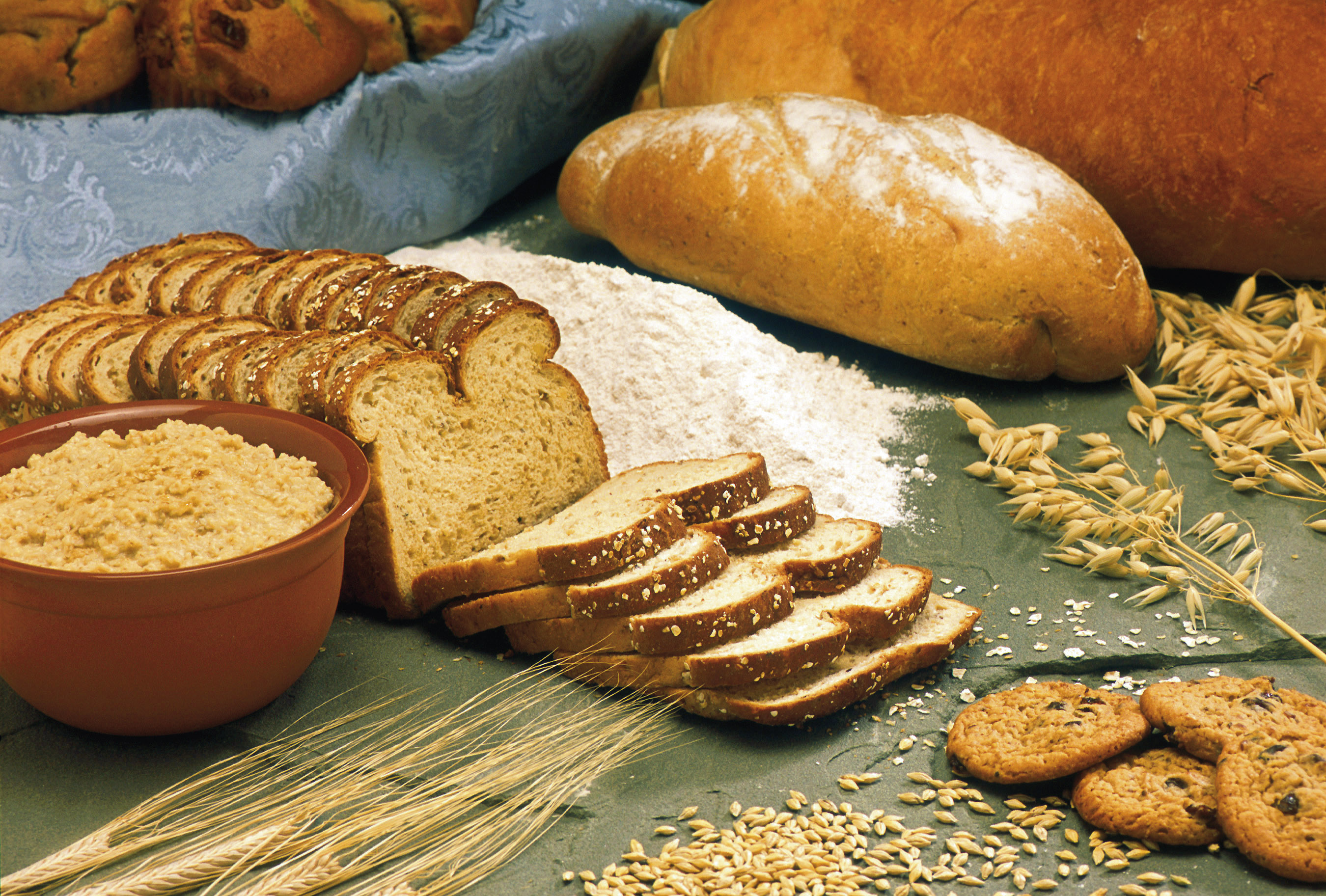
Cereales: avena, cebada, trigo y pan cortado en rebanadas hecho con ellos.

El pan, del latín panis,  es  comida de la dieta humana que se suele preparar mediante el horneado de una masa, elaborada fundamentalmente de cereal, agua y sal. La mezcla, en la mayoría de las ocasiones, suele contener levaduras para que se fermente la masa y sea más esponjosa y tierna.
El cereal más utilizado para la elaboración del pan es la harina de trigo, aunque también se utiliza el centeno, la cebada, el maíz y el arroz. La adición de la levadura provoca la fermentación de la masa antes del horneado, y como consecuencia, le proporciona un volumen y una esponjosidad debido a la producción de pequeñas burbujas de dióxido de carbono (CO2) que se quedan inmersas entre la masa húmeda de la harina.
Existen muchos tipos de pan que pueden contener otros ingredientes; si son grasas de diferentes tipos —aceite, mantequilla, tocino de cerdo o de vaca—, se llama pan lactal; también puede incorporar huevos, azúcar, especias, frutas, frutos secos —como por ejemplo pasas—, verduras como la cebolla y el ajo, o semillas diversas.
El pan elaborado sin el uso de levadura se le llama pan ácimo y, debido a esa falta de levadura, carece de la esponjosidad típica del pan «hinchado» o «levado». Es muy posible que las elaboraciones más primitivas de pan no llevaran levadura, y la harina consistiese en granos toscamente molidos mezclados con agua que se dejaban secar al sol o que acababan entre las cenizas de un fuego. El pan plano, popular en algunas culturas, es muy posible que sea el más antiguo. Una variante del pan con denominación propia, son las galletas y los pasteles, que poseen diferentes masas azucaradas. Es muy posible que surgieran del conocimiento panadero como una necesidad de hacer pan «más portable» y nutritivo.
A la masa se le pueden dar diferentes formas, debido al empleo de diversos moldes y técnicas de amasado: hogazas, barras, bollos, chuscos, chapatas, pistolas etc. De esta forma existen: las barras, las trenzas, los aros, etcétera.
El pan ha sido tan importante en la alimentación humana que se considera como sinónimo de alimento en muchas culturas. Forma parte de la dieta tradicional en Europa, Oriente Medio, India, América y Oceanía. Asimismo, participa en muchos rituales religiosos y sociales, como por ejemplo el matzoh, en la pascua judía; la hostia, en la eucaristía cristiana, y el rito de bienvenida de los pueblos eslavos, que involucra el pan y la sal.[cita requerida]
Antiguamente, en las zonas rurales, el pan era elaborado en los núcleos familiares y poco a poco el establecimiento para dispensar el pan, la panadería, ha ido cobrando importancia en las zonas urbanas. Hoy en día existen electrodomésticos específicos con los que se puede elaborar pan de molde muy sencilla, por ejemplo con una máquina panificadora.
En la actualidad, el pan es uno de los alimentos básicos que puede encontrarse en casi cualquier tienda de alimentación y grandes supermercados. Su valor hace que se puedan calcular índices económicos de referencia, como el índice de precios al consumo —o IPC—, empleado para determinar la evolución del costo de vida en las naciones.[cita requerida]
El pan de mejor calidad, desde el punto de vista funcional —no nutricional— se obtiene con una variedad de trigo moderno, el Triticum aestivum, que es la especie más extensamente cultivada en el mundo, entre el noventa y el noventa y cinco por ciento del total de la producción mundial de trigo. Los criterios actuales para la selección del trigo no tienen en cuenta su valor nutricional, sino sus cualidades funcionales para facilitar la preparación de pan y otros alimentos procesados, razón por la cual se emplean variedades con alto contenido en gluten, que tiene propiedades viscoelásticas únicas. El gluten es particularmente deficiente en el aminoácido esencial lisina, por lo que cuanto mayor es la proporción de gluten, peor es la calidad de las proteínas del trigo y su valor nutricional. El trigo moderno presenta una mayor capacidad citotóxica e inmunogénica, debido a su alto contenido de gluten, entre el ochenta y el noventa por ciento del total de las proteínas. El gluten es responsable del desarrollo de los denominados trastornos relacionados con el gluten, que afectan a un porcentaje creciente de la población e incluyen la enfermedad celíaca, la sensibilidad al gluten no celíaca, la dermatitis herpetiforme, la ataxia por gluten y la alergia al trigo.

## Historia

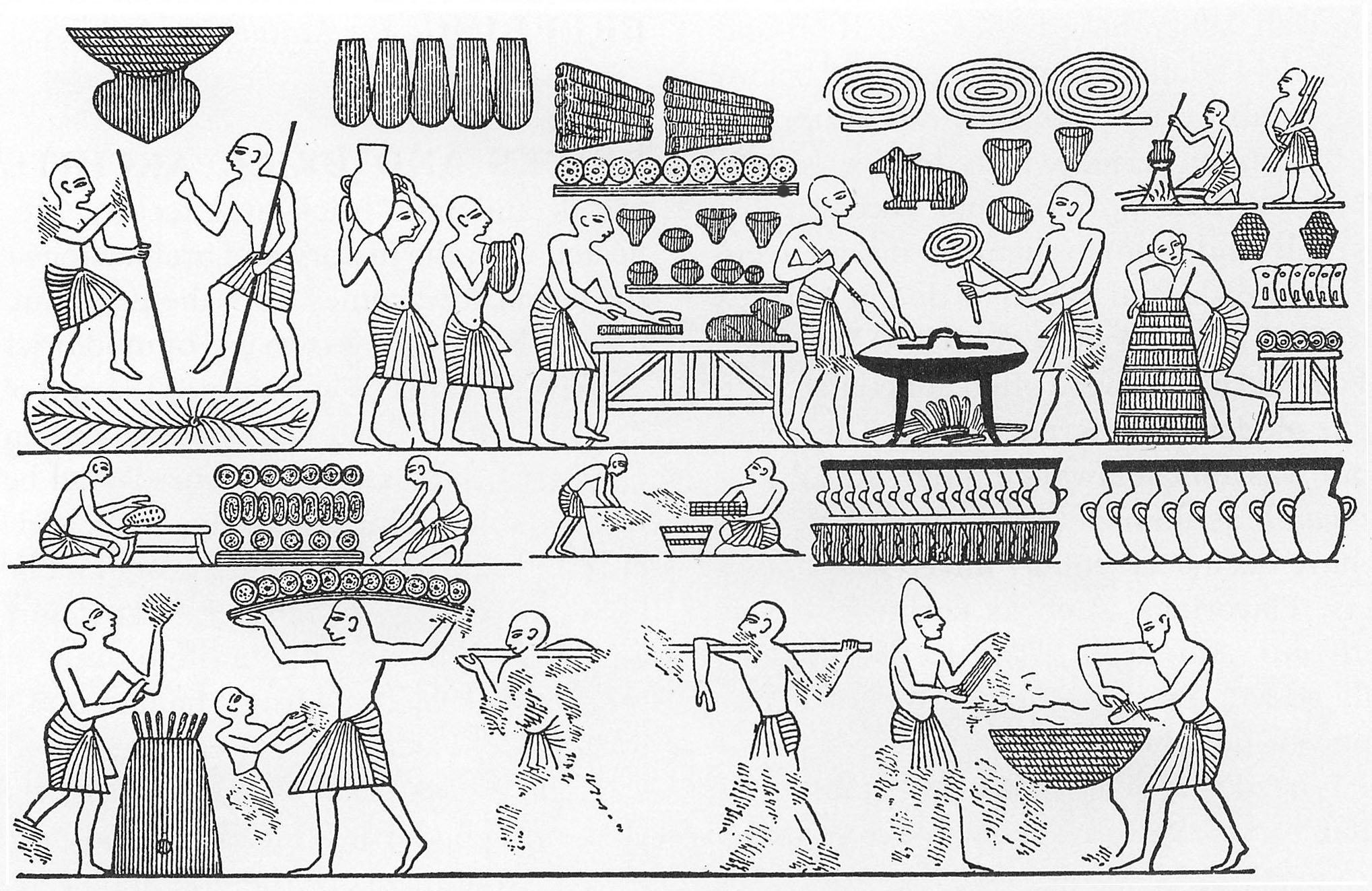
Escenas de elaboración de pan en la Tumba de Ramsés III. Valle de los Reyes, Egipto.

El pan fue el alimento básico de la Humanidad desde la prehistoria. Algunos autores se imaginan que los inicios del pan, podría haber sido una masa de granos semi-molidos y ligeramente humedecida, que podría haberse cocido al sol, sobre una piedra caliente, o simplemente haberse dejado abandonada junto a un fuego, o fuente de calor diversa.
La evolución histórica del pan se fundamenta en tres vías posibles: por un lado la mejora y evolución en los elementos mecánicos que pulverizan los granos (los molinos, etc.), por otro, la mejora en los microorganismos que pueblan la levadura y finalmente, la evolución de los hornos y los elementos que proporcionan focos de calor.
Probablemente, los primeros bollos de pan estarían hechos con harinas de bellota o de hayuco. Los arqueólogos han excavado y encontrado fragmentos de pan ácimo (denominado también «pan cenceño») en los yacimientos de los poblados cercanos a los lagos suizos. Se sabe que los egipcios elaboraban pan desde la antigüedad, y de ellos datan las primeras evidencias arqueológicas de la utilización de la levadura en el pan así como el empleo de hornos. Se cree que descubrieron la fermentación por casualidad. El pan para los egipcios era tan importante que se consideraba como una moneda para pagar los jornales.[cita requerida] En 2018 se encontraron en Jordania restos carbonizados de comida similar al pan plano que datan de unos 4000 años antes del comienzo de la agricultura, probablemente elaborados con tubérculos y cereales silvestres.

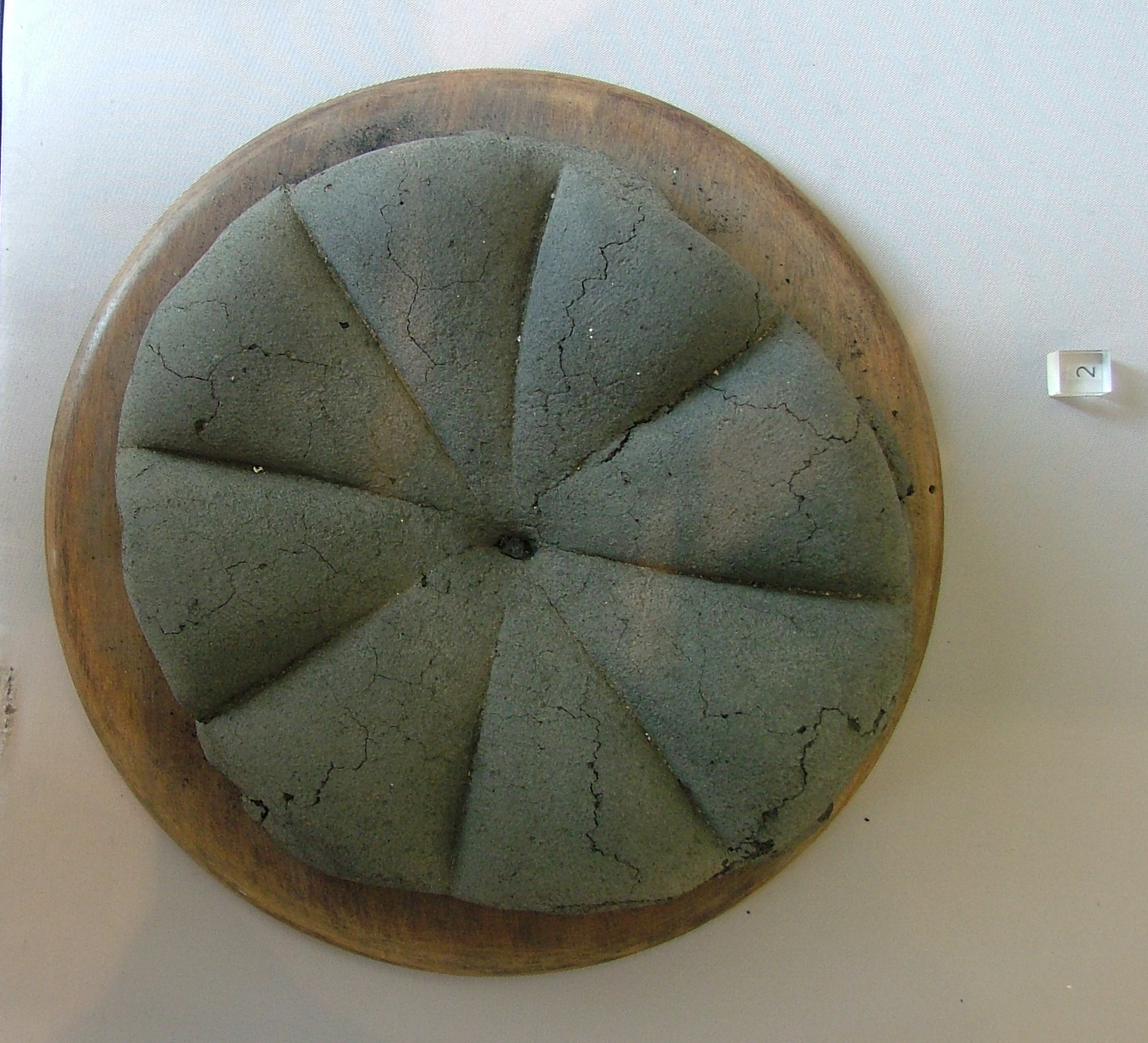
Pan extraído de las ruinas de Pompeya.

En Roma, ya durante la República, había hornos públicos. Para los legionarios romanos el pan era un alimento habitual y era corriente que su dieta fuese en gran medida aceitunas y pan. Se les entregaba tres libras de trigo al día, que trituraban en un molinillo de mano compartido por un grupo limitado de soldados. De la harina se hacía el bucellatum (pan con forma de anillo muy similar al actual bagel) y se metía en el horno para hacer pan. En algunas regiones que no formaban parte del imperio como las actuales Alemania o Suecia, algunos habitantes que habían combatido en el ejército romano adoptaban el consumo de pan, y de aquí se extendía a sectores de la población. Su nombre proviene del latín pannus lo que significa masa blanca. Este gran consumo de pan durante el Imperio romano implicó la gran importancia que tuvo el cultivo y comercio del trigo.
Con la caída del Imperio romano se produjo un desabastecimiento de trigo en casi toda Europa, que ya se había acostumbrado de manera masiva a su consumo. Las exportaciones hacia el norte desaparecieron por completo. Prueba de la amplia difusión del pan en esa época es la palabra inglesa lady que significa en inglés antiguo «la persona que amasa el pan». En Escandinavia, ante la escasez de trigo, la población tuvo que acostumbrarse a elaborar pan de centeno y de cebada, siendo corriente que se le añadiese a la masa corteza de pino molida.

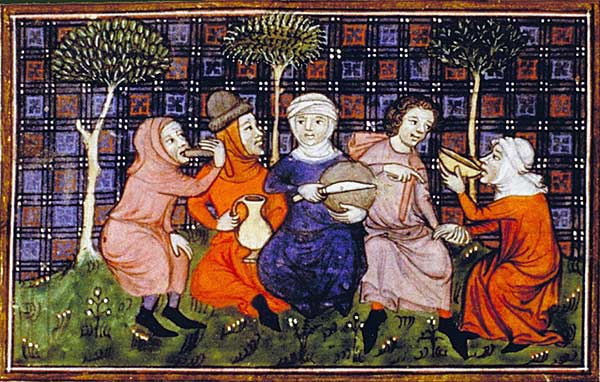
Reparto de pan entre campesinos, del Livre du roi Modus et de la reine Ratio, Francia, siglo XIV (Bibliothèque nationale).

En la Edad Media empiezan a elaborarse distintos tipos de pan, ante la escasez de trigo, y como consecuencia de ello, comienza su comercio. El pan blanco era un privilegio de los ricos, y el pan negro de cebada, centeno o avena, era para el resto de la población. Se hacía a mano, en el propio hogar o en hornos públicos. La ampliación progresiva del sistema alimentario introdujo cambios en los hábitos dietéticos. El pan dejó de ser el elemento básico del régimen del conjunto de la población. Una mayor variedad de productos que permitía un mejor equilibrio en la alimentación, fortaleció la robustez y la talla de los individuos. En la elaboración del pan empezó a emplearse algún tipo de maquinaria. Una de las elaboraciones más típicas eran las sopas: pan remojado en un líquido.
El pan fue sufriendo mejoras en su molienda, su horneado y poco a poco pasa de un producto elaborado artesanalmente a un producto industrial al que se le añaden diversos aditivos. En la actualidad la maquinaria facilita en gran medida el trabajo haciendo que el pan carezca de penosas tareas; se emplean amasadoras, hornos automáticos, transportadoras, enfriadoras, cortadoras y hasta máquinas para envolver. A finales del siglo XX se popularizaró el pan integral o negro.

## Ingredientes
Los ingredientes básicos, y necesarios para la elaboración del pan son solo dos: harina y agua. La sal es un componente opcional que se emplea para dar sabor y fortalecer la masa. En algunos lugares no se emplea ni siquiera en la elaboración del pan (los famosos por sus características es el pan elaborado en la Toscana, Italia). Según el tipo de pan que se trate se puede incluir como cuarto ingrediente la levadura. Las culturas, las tradiciones, y las características culinarias de las regiones inducen diversas variantes respecto a los ingredientes; casi siempre la elaboración del pan de una forma determinada y proporciona un carácter propio y característico a una región, o a una gastronomía.

### Harina

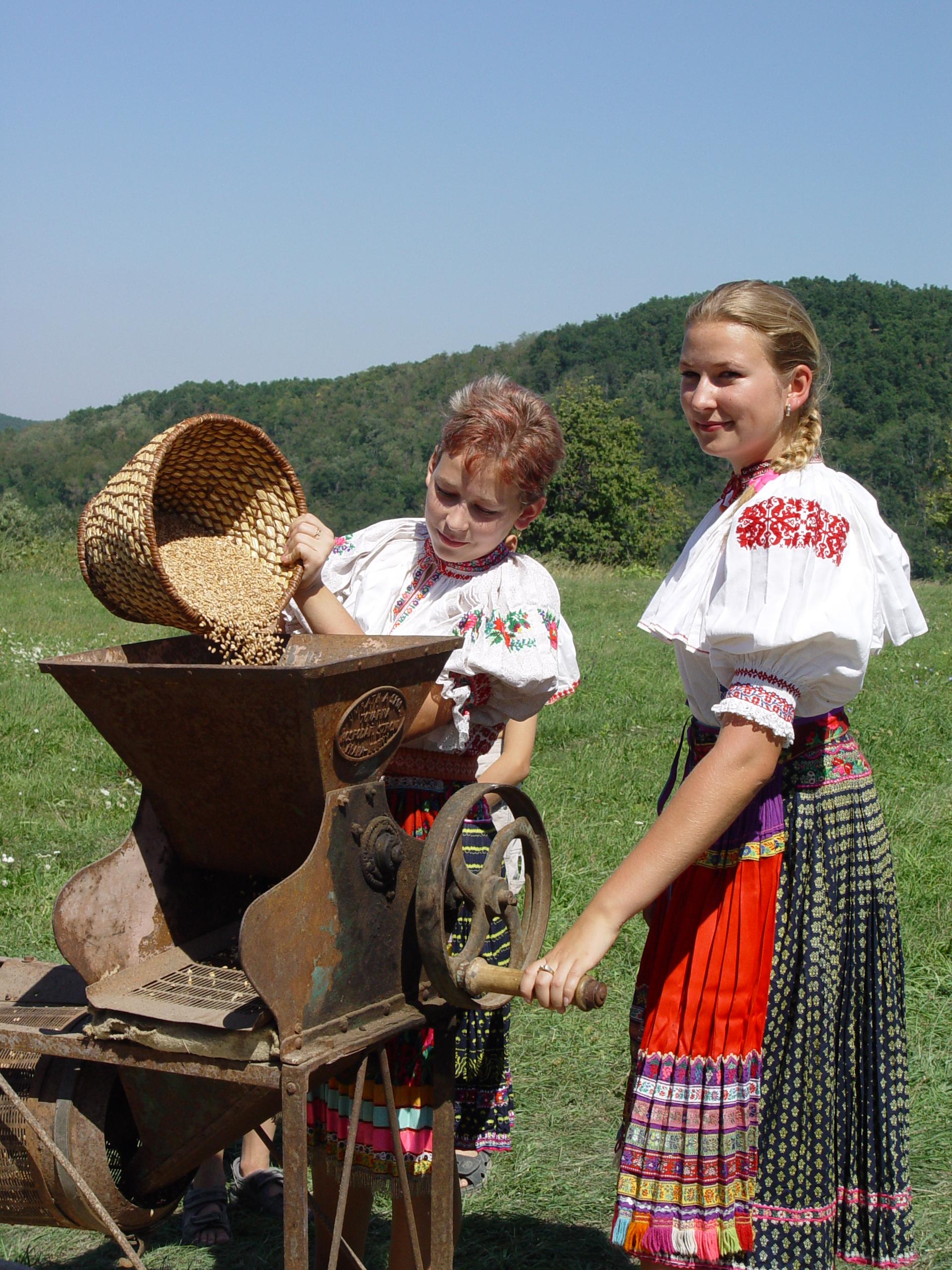
Molienda manual de trigo en un festival folclórico de Eslovaquia.

La harina es el principal ingrediente del pan. Consta básicamente de un cereal (o una mezcla de ellos) que ha sido molido finamente hasta llegar a una textura en forma de polvo (por regla general es solo el endosperma del cereal). Dependiendo del uso final que se quiera dar a la harina: pastas, panadería, repostería, se suele moler con mayor o menor intensidad hasta lograr un polvo de una fineza extrema. Se suele comercializar en paquetes que rondan el kilogramo, el embalaje se suele presentar en papel o cartón. Las harinas comercializadas en la actualidad suelen llevar una mezcla de diversos tipos de cereal molidos, y por regla general suelen estar enriquecidas.
Para comprender el proceso de panificación, conviene entender la harina como un conjunto de dos sustancias:
- Gluten - Corresponden al conjunto de proteínas insolubles en agua procedentes de los cereales molidos, son las responsables de proporcionar a la masa un aspecto compacto similar al del chicle. El gluten es también el responsable de atrapar el dióxido de carbono liberado durante la fermentación y provocar el «hinchamiento» de la masa. Cuando estas proteínas se encuentran en un medio seco son inertes, pero en medios acuosos las cadenas de aminoácidos empiezan a alinearse formando redes de proteínas que son las que dan la textura final a la masa. El gluten se compone principalmente de glutenina (proporciona resistencia y fortaleza) y la gliadina (es la que proporciona la cualidad pegajosa a la masa). El gluten por sí mismo no aporta aroma al pan.[19] El contenido de gluten en una harina, por sí solo, no es definidor de la cualidad de una harina, dos harinas con el mismo contenido de gluten se comportan de formas muy diferentes.
- Almidón - El almidón representa aproximadamente el 70 % de peso de la harina y posee como funcionalidad la energía que necesitará la futura planta para poder crecer. El almidón se presenta en forma de gránulos que poseen dos moléculas de almidón distintas: la amilosa y la amilopectina.[20] Estas dos moléculas se organizan en los gránulos con una estructura cuasi cristalina que absorbe poca agua.[21] Los almidones cumplen la misión de repartir la humedad de forma homogénea durante el amasado y de proporcionar una estructura semisólida a la masa. La harina junto con los lípidos existentes en los granos son los que proporcionan los olores característicos del pan.

El porcentaje de gluten define a veces los tipos de harina: por ejemplo, las harinas de fuerza son aquellas que poseen un alto contenido de gluten (puede superar el 11 % de peso total), es por esta razón que un alto contenido de gluten hace que el amasado requiera más fuerza ya que la masa de estas harinas es más resistente al estirado manual. Al contrario, las harinas débiles son aquellas con un contenido bajo en gluten que proporcionan masas más fáciles de manipular. Algunas variedades de cereales contienen más gluten que otras, por ejemplo: la harina de trigo es rica en gluten y por ello importante para crear una textura esponjosa, por el contrario las harinas de cebada o de avena poseen menos gluten y menos capacidad de retener el CO2 (resultando masas menos esponjosas). Es corriente también encontrar mezclas de harinas de trigo con otros cereales pobres de gluten, incluso es habitual que se mezclen harinas de trigo de diferentes procedencias, y riqueza en gluten, para obtener harinas muy ricas destinadas a pan específico. Existen clasificaciones de harina especiales que contienen indicaciones de la pureza y de la cantidad de endosperma, así como el contenido en cenizas. Las clasificaciones más reconocidas internacionalmente son la francesa y la estadounidense.
La harina posee también otras substancias (en un porcentaje en peso inferior al 1 %), como puede ser una proporción diminuta de lípidos, su misión es favorecer las uniones de las proteínas del gluten (gliadina y glutenina), contiene también otros hidratos de carbono (aparte del almidón) y algunas enzimas: las amilasas, proteasas (actúan sobre las proteínas del gluten, transformándolas en cadenas más cortas, la sal inhibe la acción de esta enzima) y las lipasas.

### Agua

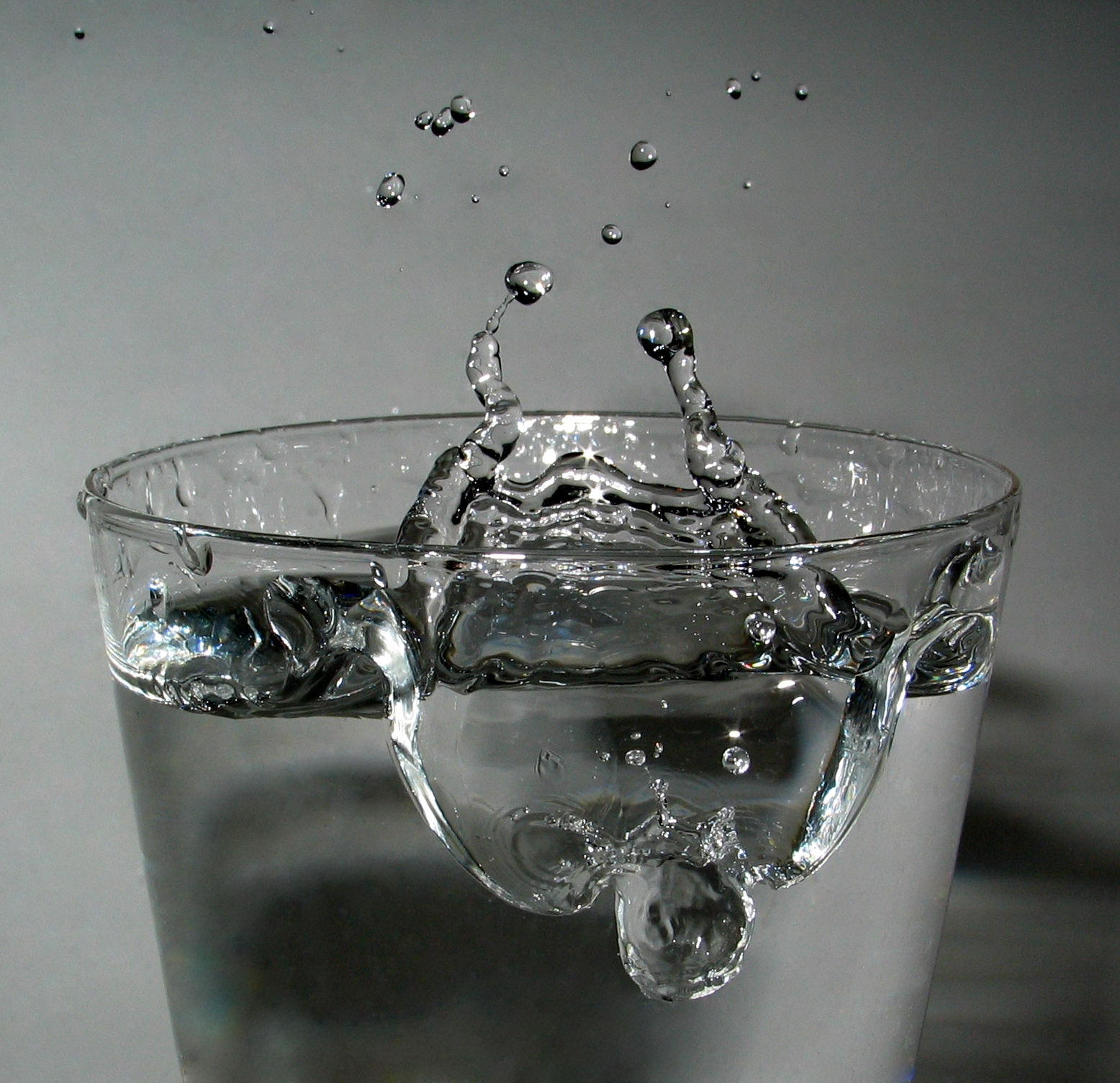
El agua es uno de los ingredientes indispensables en la elaboración del pan, su misión: activar los mecanismos de formación de la masa.

El agua tiene como función principal activar las proteínas de la harina para que la masa adquiera textura blanda y moldeable. Posee además la capacidad disolvente acuoso de las substancias añadidas a la masa, siendo además necesaria para la marcha de la fermentación. La composición química del agua empleada afecta a las cualidades del pan. La proporción de agua empleada en la elaboración de la masa influencia la consistencia final. Suele aplicarse agua de tal forma que suponga un 43 % del volumen total de la masa (o lo que es lo mismo un 66.6 % del peso de la harina, o la harina es 1 y 1/2 veces el peso de agua). Si se pone un contenido acuoso inferior al 43 % la masa es menos extensible y más densa. No obstante la cantidad de agua que puede absorber una harina depende del tipo de cereal empleado en su elaboración y de la composición de proteínas (por ejemplo las harinas de alto contenido proteico absorben más agua). No obstante el tipo de pan puede influenciar también la proporción final de agua en la masa y puede acabar siendo un tema de preferencia del propio panadero que elabora el pan. Los panaderos usan un sistema de porcentajes denominado tasa de hidratación, también conocido como «porcentaje de panadero»; en el que el peso de la harina representa un porcentaje de 100 y el resto de los ingredientes se miden como porcentajes sobre la harina. El agua puede representar desde un cincuenta por ciento en pan ligero, hasta un setenta por ciento en pan más artesano. Algunos panaderos pueden llegar al ochenta por ciento de agua.
La calidad y composición de las aguas influyen en la formación de la masa, por ejemplo se sabe que las aguas con un carácter ácido endurecen la red de gluten, mientras que las alcalinas suavizan la masa. Esta es la razón por la que a veces se emplean aguas minerales o filtradas en la elaboración de la masa para evitar que estas variables afecten negativamente a la masa final; matando, o inhibiendo, por ejemplo las levaduras. Las aguas fluoradas pueden llegar a detener la fermentación. El medio líquido de la mezcla puede también contener otras substancias líquidas con una función similar a la del agua, como puede ser la leche, el suero de mantequilla, bebidas alcohólicas como puede ser el vino o la cerveza o whisky de malta e incluso mezclas avinagradas diversas.
Algunas investigaciones muestran que el proceso de hidratación de la masa tras su mezcla con el agua puede llevar entre diez y veinte minutos, tiempo que es necesario para reposar la masa y dejar que se «impregne» por completo. Conviene retrasar la adición de levadura hasta que la masa se haya hidratado bien, tras este periodo de «reposo». La dureza del agua puede influir en la elaboración del pan debido a que poseen sales minerales que favorecen la fermentación con las levaduras, por regla general las aguas de dureza media son preferibles para la elaboración del pan. Si es el agua dura la masa tendrá dificultad para llegar a su punto de resistencia.

### Sal
La sal es un ingrediente opcional en algunos tipos de pan, la misión de la sal es por una parte la de reforzar los sabores y aromas del propio pan, y por otra parte afectar a la textura final de la masa (pueden alcanzar hasta un 2 % del peso total de la harina). El pan tradicional no suele llevar sal, sin embargo algunas masas como los cruasanes, o los brioches, poseen grandes cantidades (por encima del 3 %) con el objeto de reforzar y equilibrar el sabor de la mantequilla. Se suelen emplear en la elaboración de pan sales marinas a ser posible con poco grado de refinamiento y que se mezclan en las primeras fases de amasamiento de la harina. Sea como sea, la mayoría de las recetas que añaden la sal hablan del empleo de sales no-refinadas, como pueden ser la sal negra, la sal ahumada, etcétera. La sal contribuye de una forma indirecta a la formación del color marrón de la corteza del pan, debido a que retarda la fermentación y esto genera un «exceso» de azúcares que favorecen durante el horneado la formación de estos colores dorados de la corteza. La sal tiene además un ligero efecto fungicida, su presencia en el pan permite alargar su vida comestible.
En algunos casos, se aconseja añadir la sal tras el completo fermentado del pan para evitar la muerte o inhibición de las levaduras (proceso conocido como autólisis). En el método de autólisis la sal y la levadura se añaden tras un reposo de entre diez y veinte minutos. Algunos autores opinan que la sal retrasa el efecto de la levadura, prolongando de esta forma la fermentación (las levaduras buscan los azúcares de la harina y la sal hace más difícil el trabajo fermentativo). La sal se emplea a veces como un elemento decorativo y suele ubicarse en forma de gruesos granos en la superficie de la corteza: como es en el caso de los Pretzel.
El consumo de sal que va unido al riesgo de padecer Hipertensión arterial, ha llevado a las autoridades sanitarias de España y de otros países europeos como Reino Unido, Francia y Alemania a establecer acuerdos con distintas asociaciones de fabricantes de pan, para limitar el contenido de sal en el pan. De esta manera, en los últimos cuatro años, en España, el contenido de sal se ha reducido desde los 22 gramos por kilo de harina que tenía en 2005 hasta 16.3 que tiene en el 2009, lo que significa un descenso del 26.4 %.

### Levadura

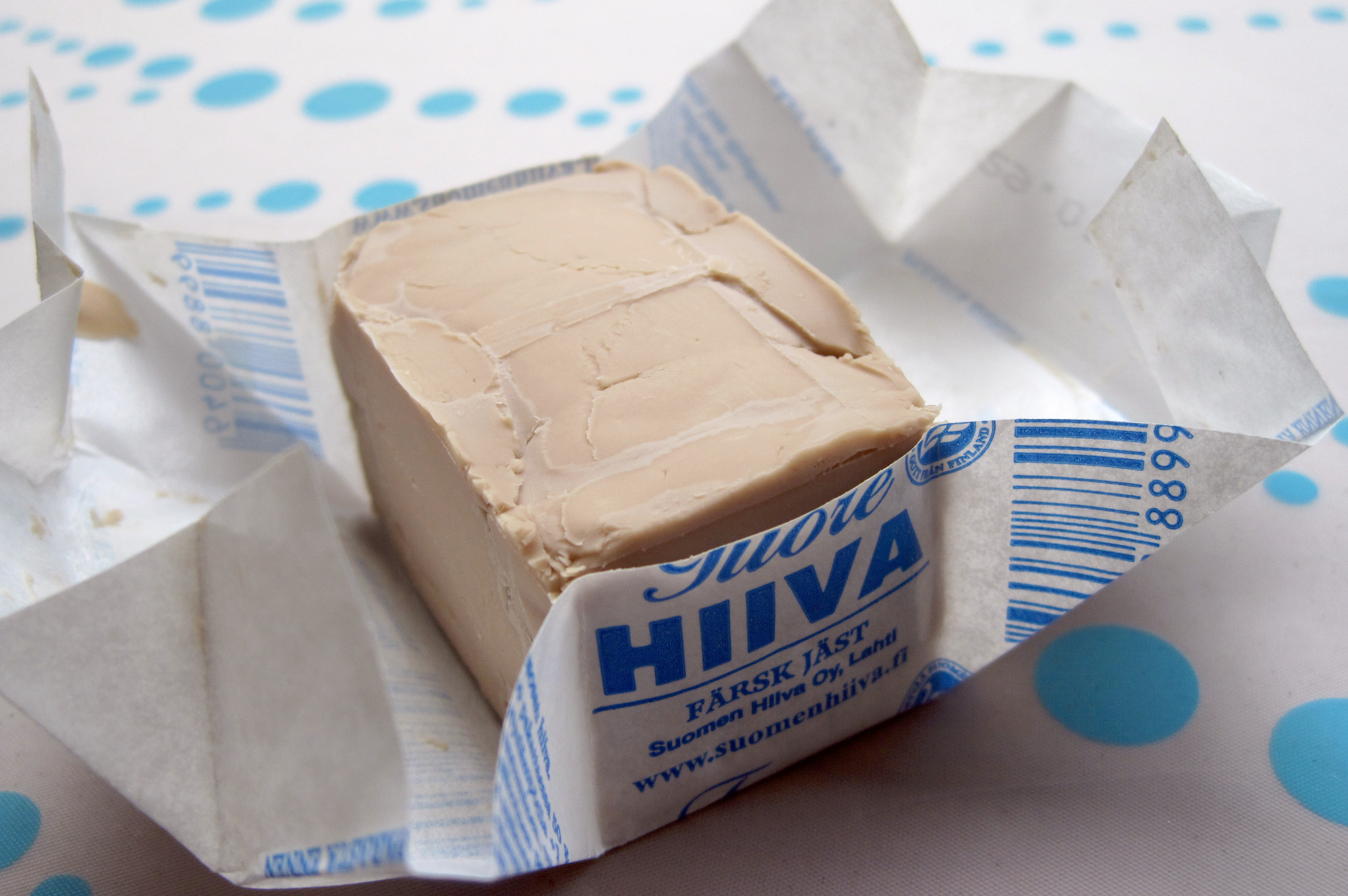
Cubos de levadura fresca (presentación más habitual).

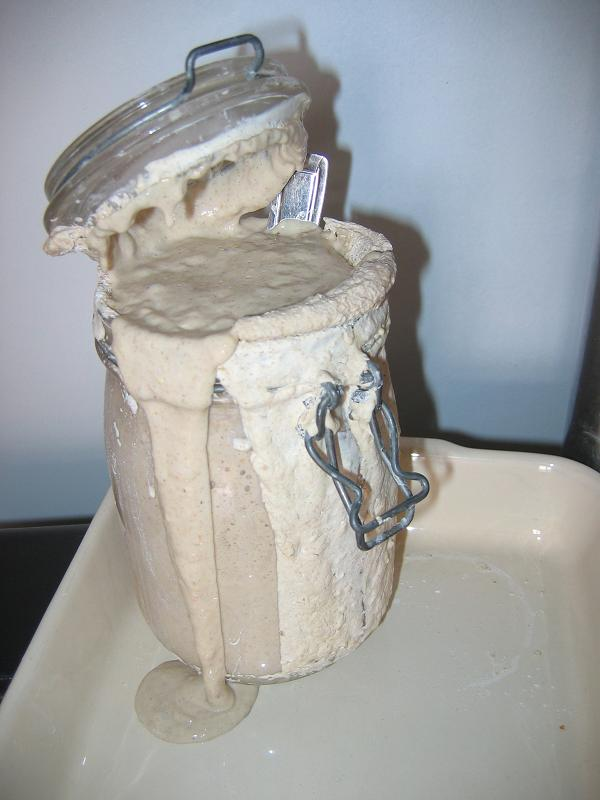
Preparación de una levadura madre (típico el Mischbrot alemán).

La levadura es un conjunto de microorganismos unicelulares que tienen por objeto alimentarse del almidón y de los azúcares existentes en la harina. Las levaduras forman parte de la familia de los hongos. Este proceso metabólico da lugar a la fermentación alcohólica cuyo resultado es etanol (cuya fórmula química es: CH3-CH2-OH), dióxido de carbono (CO2) en forma de gas. El gas liberado hace que la masa del pan se hinche, aumentando de volumen. El alcohol etílico se evapora durante el horneado del pan, debido a las temperaturas alcanzadas en su interior. A pesar de haber empleado las levaduras en la fermentación del pan desde hace ya casi más de 6000 años, fueron tan solo comprendidas hasta el advenimiento de las investigaciones realizadas por Louis Pasteur que dieron luz a la explicación científica de la fermentación como un proceso biológico. La clave del empleo de las levaduras es la generación gaseosa que hincha la masa mezcla de harina y agua. Se sabe que el proceso de fermentación es altamente dependiente de la temperatura y que se produce a su máxima velocidad a los 35oC. Las levaduras se incorporan durante las primeras etapas de mezcla entre la harina y el agua.
Hoy en día, se conocen más de cien especies diferentes denominadas como levaduras; algunas de ellas son responsables de causar infecciones, otras levaduras contribuyen a la degeneración y putrefacción de los alimentos. De todas ellas, una especie en particular es la responsable de causar la fermentación del pan, se trata de la Saccharomyces cerevisiae. Esta levadura es igualmente la causante de la fermentación del vino y de la cerveza. El metabolismo de la levadura puede expresarse en forma de reacción química sencilla de la siguiente forma:
C6H12O6 → 2 C2H5-OH + 2 CO2
Lo que significa: una molécula de glucosa (que puede ser el almidón de la harina) mediante la acción del metabolismo de las levaduras acaba en dos moléculas de etanol y dos de dióxido de carbono (gas). El gas queda atrapado en la red de la glutenina y aumenta el volumen de la masa (disminuyendo su densidad).
Bajo la denominación de levaduras podemos encontrarnos tres tipos (siempre del tipo s. cerevisiae) en los establecimientos:
- Levadura seca: se obtiene de los tanques de fermentación y posteriormente se desecan para detener los procesos metabólicos de las levaduras. Las levaduras secas se reactivan cuando son introducidas en un medio acuoso templado (25 °C-30 °C) de nuevo antes de ser mezcladas en la masa, en este caso se denominan levaduras activas. Existen levaduras denominadas como instantáneas que no necesitan ser prehidratadas y que se mezclan con la harina y el agua al mismo tiempo, por regla general proporcionan dióxido de carbono de forma más vigorosa que las levaduras activas. Los panaderos profesionales emplean cada vez más este tipo de levaduras secas instantáneas debido la conveniencia en la rapidez de su trabajo así como su larga vida media.[23]
- Levadura fresca: obtenida inmediatamente de una fermentación y posteriormente refrigerada en forma de cubos (de 50 g aproximadamente) con textura de pasta comprimida que poseen una vida útil de escasas semanas. Los elaboradores de pan suelen preferir este tipo de levadura, el problema es que posee una vida media inferior a otras levaduras.[19] La levadura fresca es similar a la levadura seca, la única consideración es que debe emplearse el doble; por ejemplo, si una receta de pan indica 25 g de levadura seca, en ese caso se empleará el doble de levadura fresca (es decir 50 g).[23]
- Levadura química: se trata de compuestos químicos capaces de generar gases (generalmente dióxido de carbono), tal y como lo haría una levadura. En algunos casos el componente alcalino denominado bicarbonato de sodio (NaHCO3, denominado en inglés como: baking soda) mezclado con un medio ácido como puede ser zumo de limón, o de frutas, chocolate, etcétera.
- Levaduras naturales: son aquellas presentes en el propio cereal, en la atmósfera, etcétera. Estas levaduras se caracterizan por un lento proceso de fermentación (proporcionan menos dióxido de carbono), pero proporcionan un «sabor clásico» al pan realizado con ellas.

La cantidad de levadura que emplea el panadero puede variar dependiendo del tipo de masa que se quiera elaborar y puede oscilar entre el 0.5-4 % del peso de la harina (en el caso de levaduras secas se divide entre dos la cantidad total empleada). A veces se suele incluir prefermentadores (en inglés se denomina poolish) a la harina con el objeto de mejorar los efectos de las levaduras en la harinas y para ello se emplean diversos métodos como puede ser el fermento de masa ácida que se trata de un cultivo de las levaduras existentes en el aire para que se cultiven en la harina y acaben formando un fermento (denominado a veces también como masa madre), la formación de este fermento genera dióxido de carbono (CO2) y ácido láctico (H3C-CH(OH)-COOH). Las especies de levaduras empleadas en este tipo de levaduras madre es el Lactobacillus plantarum, L. delbrueckii, L. sanfrancisco. Tradicionalmente las levaduras se incorporaban a la masa utilizando los restos de la masa del pan elaborado durante el día anterior, en lo que se denominaba masa madre. Otras prefermentaciones populares en el área mediterránea suelen ser el biga italiano.

### Otros ingredientes
Se suelen añadir otros ingredientes a los anteriormente mencionados, bien con el objeto de mejorar la fermentación: como puede ser el caso del azúcar, o bien con el objeto de mejorar el sabor, para eso se añaden en algunos lugares especias diversas (pan especiado). Es frecuente que se le añadan otros elementos como grasas (mantequilla, tocino de cerdo), semillas diversas (pipas de girasol, sésamo, etc.), frutas u hortalizas (banana, cebollas), leche en polvo, etcétera. También se suele añadir huevo, bien sea la yema o la clara. En algunos casos resulta interesante que se le añadan los granos del cereal ligeramente molidos e incluso malteados (añade enzimas alfa-amilasas que favorecen el fermentado de la masa). Se suelen añadir en algunas zonas del Mediterráneo unas aceitunas molidas. En algunos casos es posible incluir algún embutido o incluso fiambre picado, como puede ser chorizo (como en el caso del bollo preñao) o jamón, pudiendo a llegar a poner en algunas culturas hasta pescado (como en el caso del Kalakukko). Esta forma de rellenar el pan da lugar a una familia muy amplia de alimentos denominada dumplings: la empanada, la fogaça, el dampfnudel, el calzone, entre otros.
El pan de elaboración industrial posee cantidades apreciables de leche (o incluso la adición de leche en polvo) con el objetivo de incrementar el contenido de lisina en el mismo. En algunos casos el pan es considerado desde la industria como un alimento funcional y se le añaden vitaminas (suele denominarse a este tipo como «pan enriquecido»). El contenido de azúcar es en el caso del pan de molde muy acusado. Algunos ingredientes de la panadería industrial suelen ser enzimas diversos como la amilasa, que se añade para favorecer la fermentación y que el pan se haga de forma más homogénea. Una de las aplicaciones más frecuentes de la industria bioquímica en el uso de enzimas es la panadería. Algunos enzimas como la fitasa fúngica se añaden al pan con el objetivo de reducir el contenido de ácido fítico, el cual se considera una sustancia antinutritiva por disminuir la biodisponibilidad de minerales tales como calcio, zinc, magnesio, hierro y fósforo. Se suele incluir en las harinas la α-amilasa ya que cambia las propiedades químicas (degrada los azúcares complejos del pan en azúcares más sencillos en la fermentación) y físicas (en la miga, la hace más suave). Se emplea la proteasa, lipoxidasas. El empleo de diversos productos que se mezclan con la harina y que mejoran los rendimientos de producción del pan se denominan mejoradores para pan y se llevan empleando en la industria panadera desde los años 1950. Otros de los aditivos empleados son los antioxidantes con el objeto de mantener las propiedades del pan lo más estables posibles, uno de los más polémicos empleados son el hidroxibutilanisol (BHA) y el hidroxibutiltolueno (BHT).
Se suele añadir a la masa ácido ascórbico (vitamina C) con el objeto de reforzar las propiedades físicas del pan (útil en especial en grandes piezas) al mismo tiempo que acelerar su maduración, el ácido ascórbico se elimina por completo durante el horneado. La lecitina suele añadírsele por ser un emulsificante. El propionato cálcico como fungicida evitando la aparición de hongos.

## Elaboración
La elaboración del pan es un conjunto de procesos en cadena. Comienza con los ingredientes en sus proporciones justas y las herramientas para su elaboración dispuestas para realizar las operaciones (mise en place), y acaba con el pan listo para ser servido. Dependiendo de los panaderos, se añaden más o menos procesos a la elaboración, aunque básicamente hay cuatro:
- Mezcla de la harina con el agua (así como otros ingredientes), proceso de trabajar la masa.
- Reposo, para hacer «elevar» la masa (solo si se incluyó levadura). A este proceso se le denomina a veces como leudado.
- Horneado, en el que simplemente se somete durante un período la masa a una fuente de calor para que se cocine.
- Enfriado: tras el horneado se deja reposar el pan hasta que alcance la temperatura ambiente.

Cada paso del proceso permite tomar decisiones acerca de la textura y sabor final que se quiera dar al pan. En la industria panadera moderna existen procesos estandarizados desde la década de 1960 tal y como el proceso de panificación Chorleywood (abreviadamente, CBP, del inglés Chorleywood Bread Process), que permite elaborar pan industrial con gran rapidez debido a las veloces fermentaciones que realiza (del orden de los 20 minutos). Otro paso industrial es el denominado: proceso de esponja masa muy empleado en la elaboración industrial del pan de molde. Por regla general los libros que mencionan los procesos de panificación si requieren precisión suelen hablar de las cantidades en unidades de peso, no de volumen.

### Formación de la masa

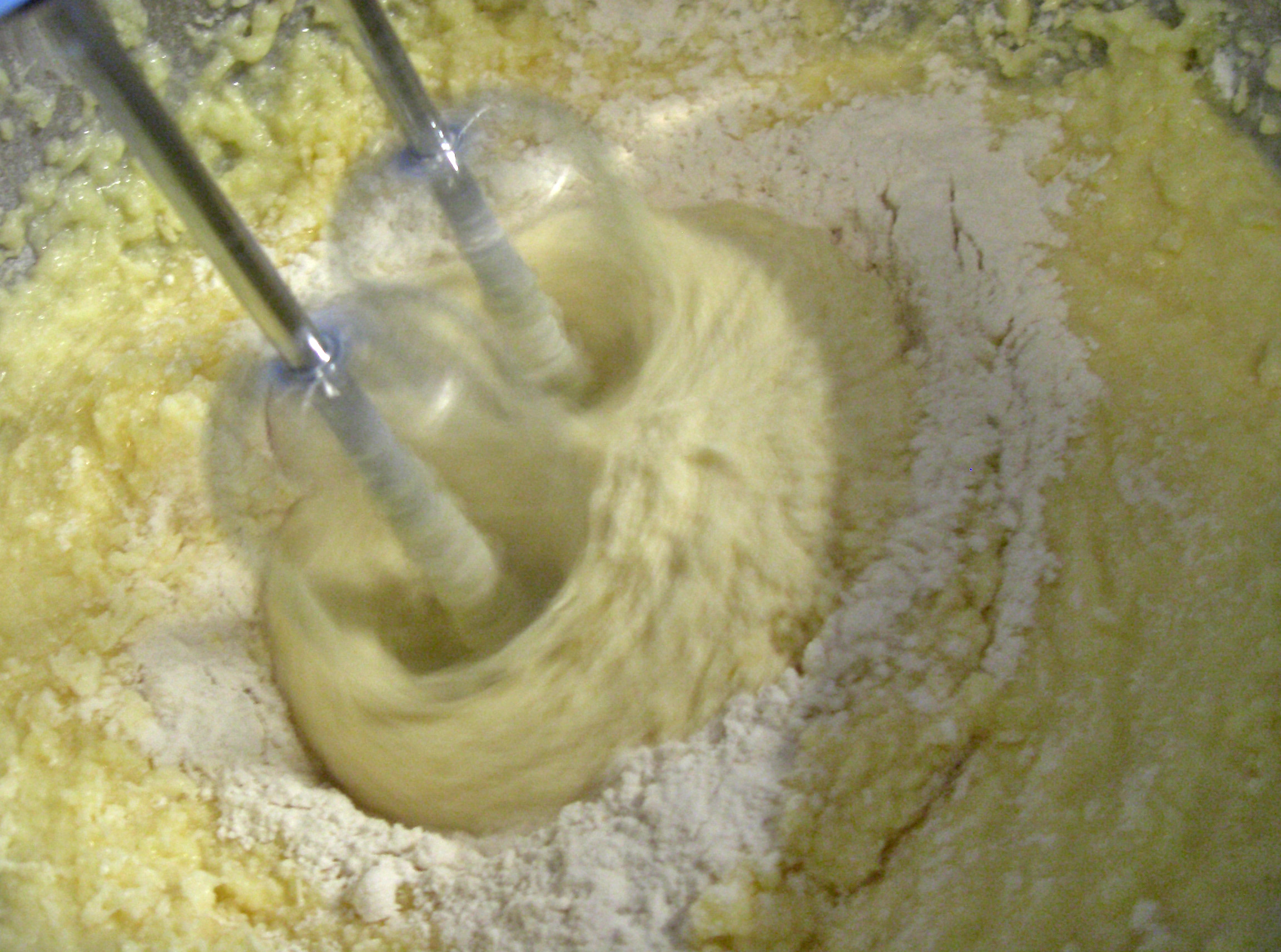
Mezcla mediante una batidora amasadora de la harina con agua y mantequilla (masa pastelera).

La formación de la masa se compone de dos subprocesos: la mezcla y el trabajado (amasado). La masa comienza a formarse justo en el instante cuando se produce mezcla de la harina con el agua. En este momento el medio acuoso permite que aparezcan algunas reacciones químicas que transforman la mezcla en una masa casi «fibrosa», esto es debido a las proteínas de la harina (gluten) que empiezan a alinearse en cientos de cadenas. Al realizarse la mezcla entre la harina y el agua, formándose la primera masa antes de ser trabajada; algunos panaderos opinan que es mejor dejar reposar aproximadamente durante 20 minutos con el objeto de permitir que la mezcla se haga homogénea y se hidrate por completo (permite actuar a las moléculas de glutenina y de gliadina en la harina). La elaboración de la masa se puede hacer a mano o mediante el empleo de un mezclador o incluso de un robot de cocina (estos últimos tienen la ventaja de exponer la masa durante poco tiempo al oxígeno de la atmósfera). Algunos panaderos mencionan la posibilidad de airear la harina antes de ser mezclada para que pueda favorecer la acción del amasado. Durante la fase de mezclas algunas enzimas (lipooxigenasa y polifenol oxidasa) actúan en la destrucción de los carotenoides. Al acto de trabajar la masa se denomina amasar. En otros idiomas este verbo es más específico de la masa de harina, como puede ser kneading (knead) en inglés que viene a significar algo así como «comprimir en una bola», en francés se denomina pétrissage.
Se denomina «amasado» a la mezcla adecuada de los ingredientes que supone además una incorporación de aire. Es necesario un aporte de energía (trabajo, fuerza de amasado) que se absorbe durante la formación del gluten, provocando un incremento de la temperatura, debido a la liberación de energía por orientación de la red de gluten y por la fuerza de rozamiento.
Se pueden dar dos tipos de amasado:
- un amasado manual, en el cual el aporte de energía es lento y por tanto la temperatura se eleva poco a poco;
- un amasado mecánico, donde el aporte de energía es rápido y el aumento de temperatura va en función de la velocidad con la que trabaje la máquina amasadora.

La absorción/liberación de energía depende del contenido proteico de la harina, que también determina la cantidad de agua necesaria.
La masa se trabaja de forma física haciendo primero que se estire con las manos para luego doblarse sobre sí misma, comprimirse (se evita la formación de burbujas de aire) y volver a estirar para volver a doblar y a comprimir, repitiendo el proceso varias veces. Procediendo de esta forma se favorece el alineamiento de las moléculas de gluten haciendo que se fortalezca poco a poco la masa y permita capturar mejor los gases de la fermentación. Esta operación de amasamiento hace que la masa vaya adquiriendo progresivamente «fortaleza» y sea cada vez más difícil de manipular: las masas con mayor contenido de gluten requieren mayor «fuerza» en su amasado y es por eso por lo que se denominan masas de fuerza. Que la masa sea «sobre trabajada» es un problema en la panadería industrial debido al empleo de máquinas especiales para ello: amasadoras. En ocasiones muy raras ocurre este fenómeno cuando se trabaja la masa a mano. La operación de amasado se suele realizar en una superficie aceitada para favorecer el manejo y evitar que la masa pegajosa se adhiera a la superficie.
La adición de otros elementos a la masa como pueda ser mantequilla, aceite, huevos, etc. Por regla general, lo que hace es retrasar el desarrollo de la masa debido al contenido de lípidos. Esta es la razón por la que la elaboración de masas como la del brioche (que poseen desde un 40 hasta un 70 % de mantequilla en relación con la harina) suelen ser completamente mezcladas antes de que se le añada el azúcar y la mantequilla.
Fenómenos principales durante el amasado:
1. Formación del gluten: Gliadina y glutenina se hidratan (50 % del agua es captada por las proteínas). Interaccionan entre sí y forman la red del gluten.
2. Activación de las enzimas: Se activan al hidratarse entre ellas las amilasas que actúan rompiendo el almidón formando azúcares.
3. Hidratación del almidón: Capta el 30 % del agua, se hincha, abriendo su estructura y queda listo para la actuación de las enzimas y para la gelatinización.
4. Solubilización de los componentes: Azúcares, sales, aminoácidos, ácidos… formándose una solución coloidal.
5. Incorporación de aire: Necesario para la formación del gluten (óxido-reducción) para la multiplicación de las levaduras, para esponjar el gluten.

### Fermentación y reposo
La fermentación del pan ocurre en diversas etapas. La denominada «fermentación primaria» empieza a ocurrir justamente tras el amasado y se suele dejar la masa en forma de bola metida en un recipiente para que «repose» a una temperatura adecuada. Durante esta espera la masa suele adquirir mayor tamaño debido a que la levadura (si se ha incluido) libera dióxido de carbono (CO2) durante su etapa de metabolismo: se dice en este caso que la masa fermenta. La masa parece que se va «inflando» a medida que avanza el tiempo de «reposo». La temperatura de la masa durante esta fase del proceso es muy importante debido a que la actividad metabólica de las levaduras es máxima a los 35 °C, pero de la misma forma a esta temperatura se produce CO2 a mayor ritmo pero al mismo tiempo también malos olores. Es por esta razón que la mayoría de los libros de panadería sugieren emplear temperaturas inferiores, rondando los 27 °C lo que supone un reposo de aproximadamente dos horas. La temperatura gobierna este proceso de fermentación, a mayor temperatura menor tiempo de reposo. A veces algunos panaderos desean que las levaduras actúen durante el mayor tiempo que sea posible ya que este periodo dilatado con un mayor aroma y sabor al pan. En algunos casos se hace uso de frigorífico.
El final de la fermentación primaria lo indica el volumen de la masa hinchada (se menciona a veces que debe doblar el volumen), la red de gluten se estira hasta llegar a un límite que no puede sobrepasar. Una de las pruebas más populares para comprobar que se ha llegado al límite es presionar la masa con un dedo, y se comprueba que la marca permanece entonces se deduce que el gluten se ha estirado hasta su límite. A veces se emplea en el primer reposo una cesta de mimbre denominada banneton.
En algunos casos se comprueba que una larga fermentación (y por lo tanto reposo) hace que el resultado final del pan sea agradable. Es por esta razón por la que los panaderos de Viena desde la década de 1920 empezaron a experimentar con la posibilidad de dividir los procesos en dos turnos de trabajo: por el día mezclaban, amasaban y moldeaban la masa, por la mañana temprano hacían el horneado. Para poder hacer esto metían los bollos de pan moldeados en refrigeradores con el objeto de retrasar la fermentación y poder hacer el horneado por la mañana. Las levaduras se toman casi diez veces más tiempo en fermentar si están el refrigerador, esta práctica de retardo es muy habitual hoy en día.
Tras el reposo se produce una segunda fermentación; antes de que esta ocurra se le suele dar a la masa su forma definitiva: barra, trenza, etcétera. Hay panaderos que vuelven a dar un ligero amasado antes de proporcionar la forma definitiva, con el objetivo de elongar las burbujas de gas en la masa. Esta segunda fermentación es previa al horneado. A veces se introducen cortes con un cuchillo en la superficie de la masa para que queden formas agradables a la vista al mismo tiempo que sea más fácil partir tras el horneado.

### Horneado

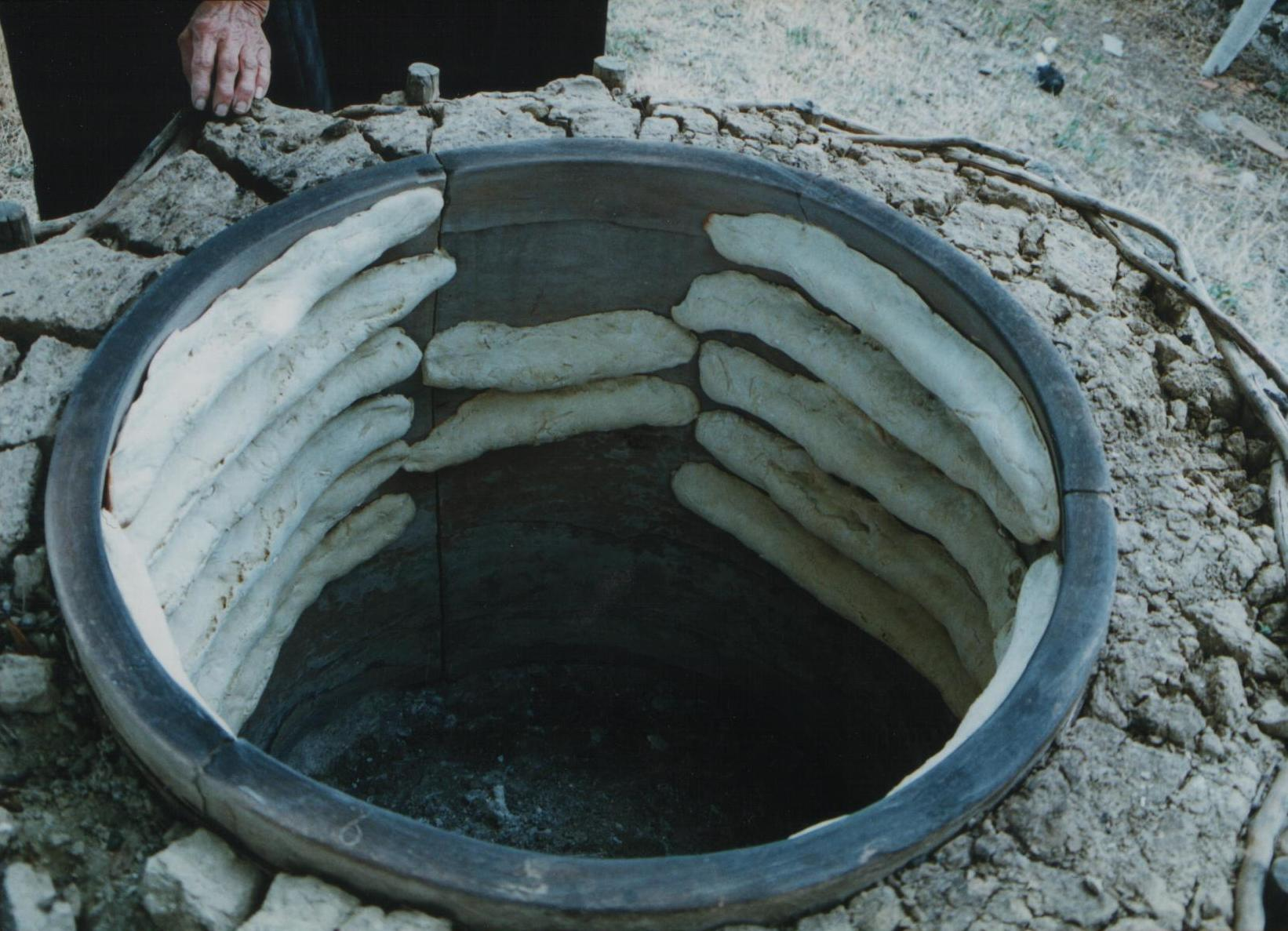
Horno de pan en Georgia.

En esta fase del proceso de elaboración del pan se suele emplear una fuente de calor que en la mayoría de los casos se trata de un horno, tradicionalmente solía ser de leña y que hoy en día son de electricidad, gasóil, o gas. Además del horneado también puede cocinarse en sartén, cazuela, parrilla, en cenizas, directamente sobre el fuego o  cocción al vapor. Los hornos antiguos eran de arcilla, piedra o ladrillo lo que permitía almacenar gran cantidad de energía calorífica, la forma de operar de estos hornos era muy sencilla se introducía madera que se ponía a arder y cuando las brasas quedaban (lo que permitía alcanzar una temperatura entre 350 °C y 450 °C) se retiraban y se introducían las masas moldeadas de pan. En las panaderías hodiernas se emplean hornos de gas o de electricidad que no sobrepasan los 250 °C.
La cocción estándar se realiza a temperaturas comprendidas entre 190º y 250 °C, dependiendo del tamaño del pan y el tipo de horno. La duración del horneado puede oscilar entre los 12 y 16 minutos para los panecillos, alcanzando más de una hora para las piezas más grandes. La medida exacta se encuentra siempre en la experiencia de cada panadero. Los 10 primeros minutos de la cocción suelen resecar el ambiente del horno y es esta la razón por la que suele pulverizarse agua para prevenir este resecamiento inicial, algunos autores aconsejan introducir cubitos de hielo en las bandejas inferiores para que tomen su tiempo en derretirse y proporcionar vapor en el momento apropiado. Los hornos profesionales suelen tener la posibilidad de inyectar vapor en estas fases del horneado. Las diferencias de temperatura alcanzadas entre la miga interior y la corteza pueden alcanzar los 100 °C, por lo que conviene asegurarse que el interior alcanza esta temperatura para poder garantizar la erradicación de los posibles organismos patógenos que hayan quedado en la masa. Dependiendo del tipo de pan, de si se ha empleado levaduras o no, la masa puede sufrir un crecimiento dentro del horno.
Sea como sea el horneado, con su elevada temperatura «mata» las levaduras (si se hizo el pan con levadura), pero la «aireación» que hinchó la masa tras la fermentación permanece. Desde el punto de vista reológico el horneado convierte una masa viscoelástica en un pan elástico. La masa es un gel que en el caso del pan fermentado retiene dióxido de carbono en su interior, mientras que el pan horneado es una esponja que resulta permeable al gas. El proceso de transformación ocurre a ciertas temperaturas en el interior del horno: en torno a los 70 °C. Algunos panaderos han diseñado dispositivos para calentar la masa desde el interior, provocando un crecimiento homogéneo de la masa, la consecuencia de esto es que este pan no presenta corteza. En el horneado la temperatura crece progresivamente desde el exterior al interior. El color de la corteza oscuro se debe a la reacción de Maillard, a veces se modula este color con aditivos.
Los hornos ofrecen mucha variación en las diferentes culturas y puede decirse que su uso ha ido cambiando a lo largo de la historia de la elaboración del pan, hoy en día se pueden ver como los hornos diseñados hace muchos siglos atrás siguen funcionando, tal es así el tandoor indio, el taboon en forma de cono donde se elabora el pan taboon, etcétera. Es durante el siglo XVIII cuando los hornos de panadería adquieren la tecnología que les hace más productivos con la posibilidad de poder controlar la humedad durante su horneado. Cierto pan se hornea dos veces en un periodo de 24 horas, en lo que se denomina biscuit (en el mundo anglosajón se denomina rusk o el Zwieback germano). El primer horneado se realiza normalmente, se corta el pan en rodajas y se deja reposar durante 18 horas para realizar un segundo horneado.

### Enfriamiento
Tras la cocción en el horno sobreviene directamente el enfriamiento del pan debido a que se extrae de la fuente primaria de calor y poco a poco va enfriándose, debe decirse que en este proceso la capa de la corteza suele tener muy poca humedad y muy alta temperatura (la corteza tiene una humedad relativa del 15 % mientras que la miga un 40 %). Durante el enfriamiento la humedad interior de la miga sale al exterior a través de la corteza, la velocidad de pérdida de humedad dependerá en gran parte de la forma que posea el pan. El desecado interior va dando firmeza al almidón. No suele aconsejarse ingerir el pan cuando está recién salido del horno, el proceso de enfriamiento es igualmente un proceso de «maduración», este proceso es más necesario incluso para aquel pan que ha necesitado de masas ácidas en su elaboración.

## Almacenamiento

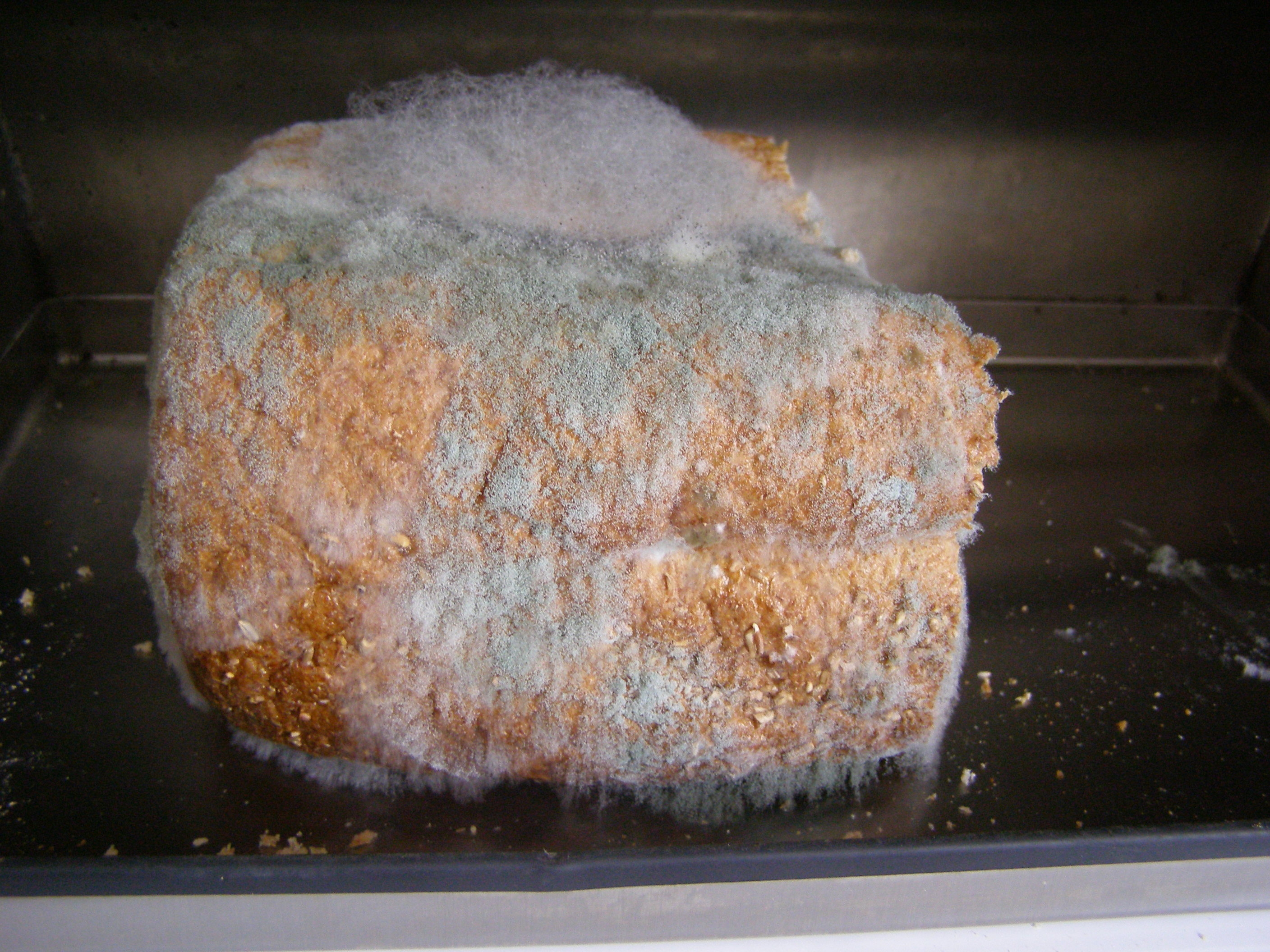
Pan enmohecido debido a un mal almacenamiento. Es por esta razón por la que algunas masas se elaboran con fungicidas como el propionato cálcico.

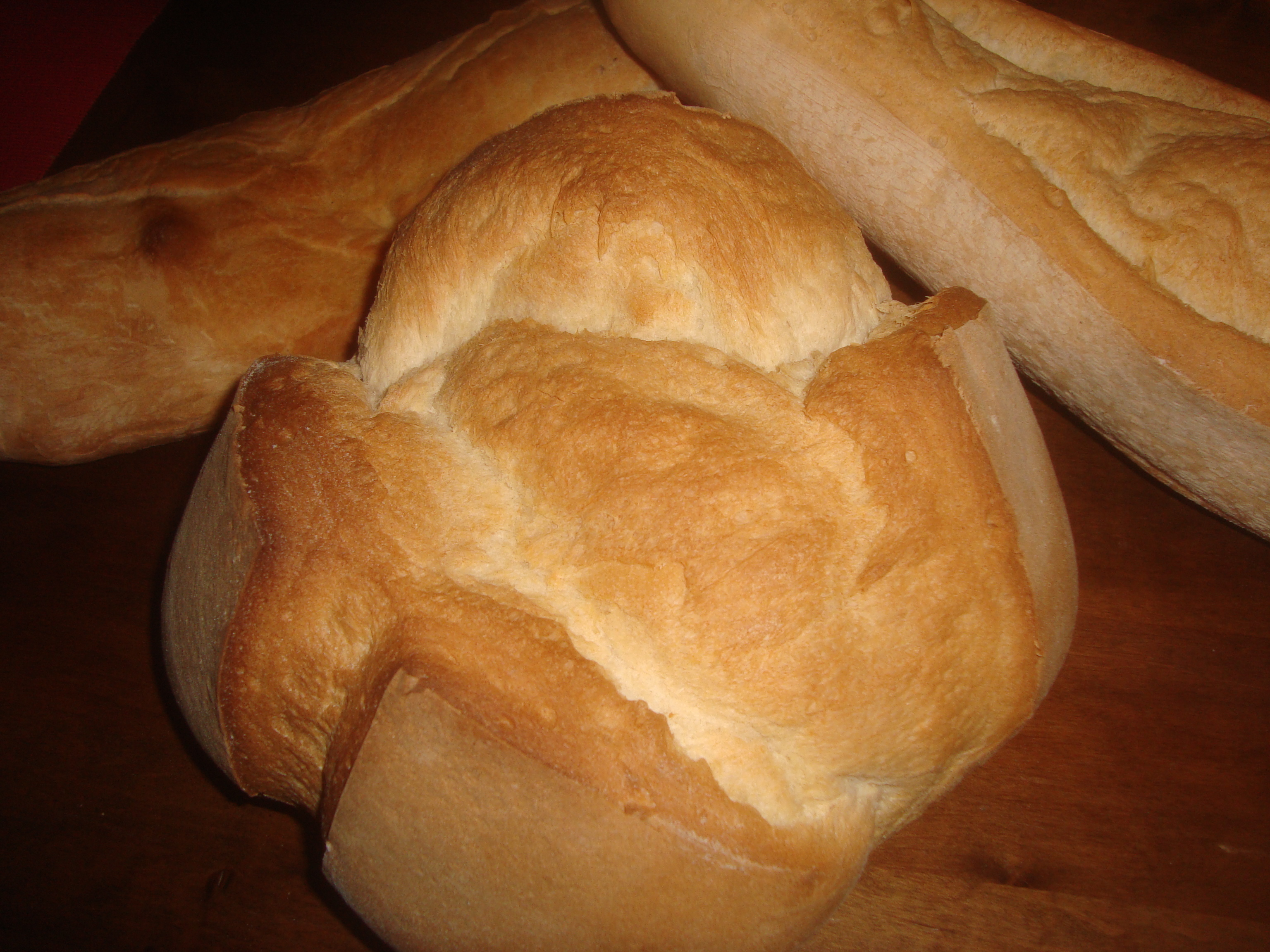
Fogassa de pà redó.

El almacenamiento del pan es un tema de interés para la industria panadera debido a que se trata de un producto relativamente perecedero al que se le añaden a veces ciertas sustancias químicas para que posea una vida media superior. La aceptación cada vez menor de los consumidores a este tipo de actividades ha hecho que se abra en ciertas ocasiones una polémica. El almacenamiento evita los cambios físicos y químicos en el pan debido a las actividades microbianas principalmente. El resultado de esos cambios resulta en un cambio de las propiedades organolépticas (aroma y textura) que induce al consumidor a deducir que el «pan no es fresco». En algunas ocasiones se vende en los supermercados pan congelado, que evidentemente soporta mayor tiempo de vida que un pan envasado en bolsas de plástico. Hoy en día se sabe que la retrogradación de los almidones del pan a formas cristalinas es una de las principales causas de la dureza del pan. Otros factores que afectan al «ratio» con el que se pone duro (firmeza) han sido investigados como puede ser la temperatura de almacenamiento, el contenido húmedo (denominado como actividad acuosa: aw) del pan, cambios en la estructura del gluten y la migración de la humedad durante su almacenamiento.
Los procesos que causan que el pan se ponga rancio y duro empiezan durante la fase final de enfriado (es decir al salir del horno), comenzando incluso antes de que el almidón se haya solidificado. Durante el almacenamiento la miga del pan se va poniendo cada vez más dura, seca y crujiente. En este proceso la corteza se va haciendo más blanda y húmeda. Se atribuye por regla general este proceso a un resecamiento de la miga del pan. Se puede decir que el proceso de envejecimiento del pan se debe principalmente a la aparición de dos sub-procesos que aparecen de forma separada: la rigidez causada por la transferencia de humedad desde la miga a la corteza y la rigidez intrínseca de las paredes celulares asociada a la re-cristalización durante el almacenamiento. Durante el envejecimiento, el contenido húmedo de la corteza va aumentando como resultado de la migración hacia fuera desde su interior. Si se envuelve el pan en una lámina anti-humedad se acentúa la degradación de la corteza haciendo que la humedad de la miga no migre hacia afuera. Sin embargo se aconseja el embalado del pan debido a que reduce la pérdida global de humedad a la atmósfera.
Se ha comprobado que calentar el pan a temperaturas cercanas a los 60 °C hace que se pueda revertir el proceso de dureza en el pan. Esto ocurre debido a que las moléculas retenidas en la estructura de los glóbulos de almidón se liberan y además los geles de las amilosas vuelven a ser tiernas de nuevo. Esta es la razón por la que el pan duro a veces se pone blando en el horno a temperaturas ligeras (por debajo de los 60 °C). Se aconseja para evitar el endurecimiento del pan que si se va a consumir en uno o dos días se almacene en una panera o en una simple bolsa de papel ya que mantiene la humedad perfectamente. Si se va a consumir el pan en más de dos días se aconseja meterlo en una bolsa de plástico y congelarlo por completo. Almacenar en la nevera tan solo si se va a recalentar antes de ser ingerido (como por ejemplo las tostadas).
Comparado con otros alimentos, el pan contiene poca agua, y esto significa que puede ser contaminado por hongos si no es adecuadamente almacenado. Las especies de hongos azules que suelen atacar el pan son: Aspergillus y Penicillium así como las especies de Monilia sitophila. Al pan de origen industrial se le suele añadir tras el fermentado algunos antifúngicos con el objeto de evitar la degradación por hongos y poder almacenar durante más tiempo el pan. Uno de los más empleados es el propionato cálcico (E-282 de fórmula Ca(CH3CH2COO)2) al 0.2 %. Algunos de los microorganismos fúngicos más frecuentes en el pan durante esta fase son el Rhizopus nigricans, el Penicillium expansum, P. stoloniferum y el Aspergillus niger. Entre los microorganismos no-fúngicos contenidos en el pan se encuentra el Bacillus subtilis.

## Usos

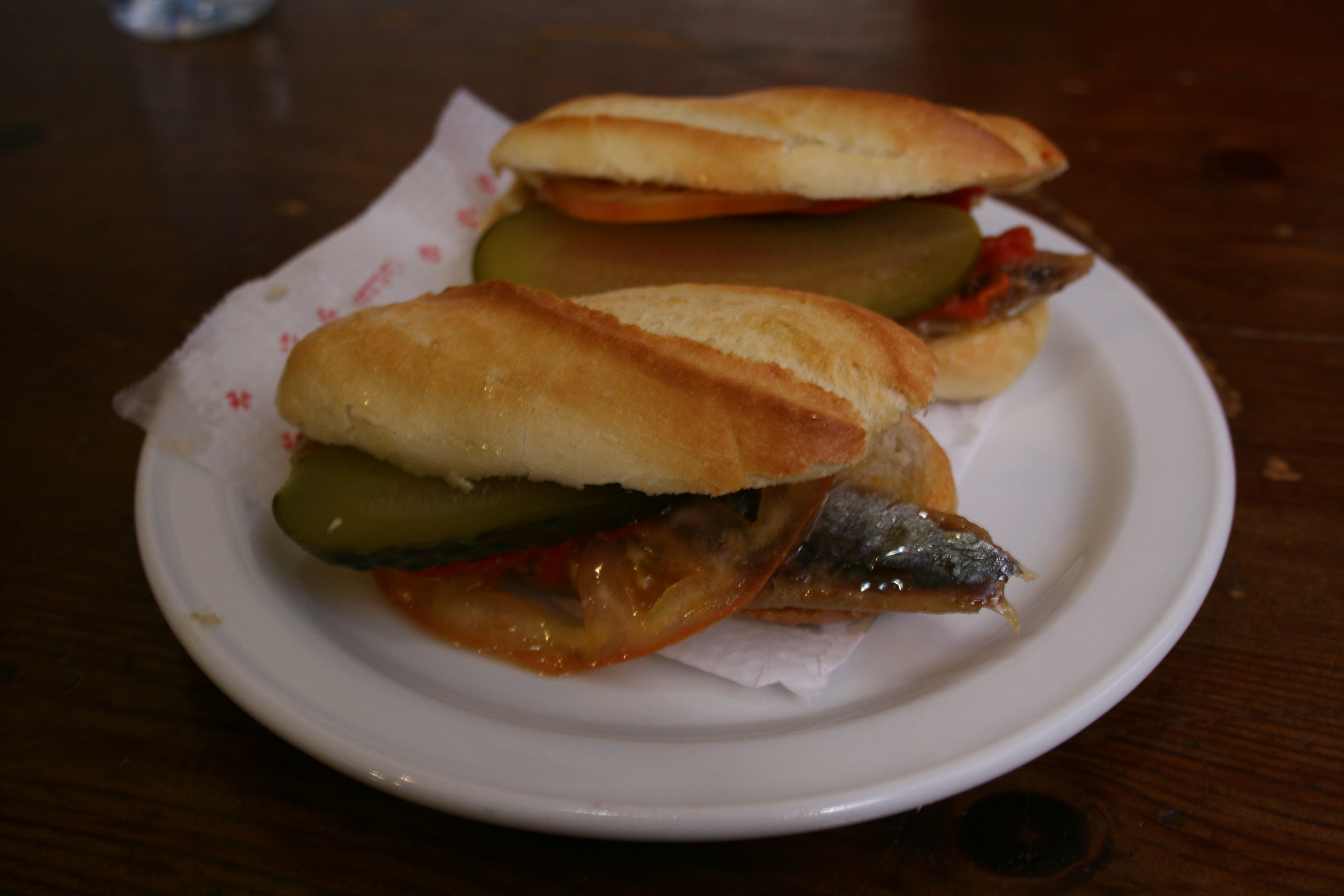
Uno de los usos posibles del pan es la elaboración de bocadillos como el de la ilustración: sardinas en salazón con pepinillos.

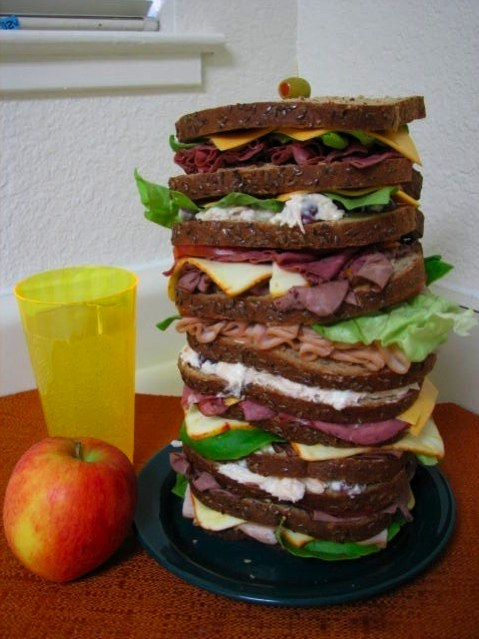
El sándwich es uno de los usos más internacionales del pan. (Dagwood Sándwich).

El principal uso del pan es como alimentación humana y debe tenerse en cuenta que dentro de esta actividad existen innumerables posibilidades. Se emplea frecuentemente como acompañamiento de otros platos y es frecuente verlo en la parte central de la mesa, recogido a veces en una especie de cesta apropiada para su uso denominada panera, generalmente cortado en rebanadas instantes antes de servirse. En algunas ocasiones el pan mismo es un aperitivo, tal y como es el grissini en la cocina italiana.
Uno de los usos más comunes del pan es servirse como puede ser en la elaboración de preparaciones en las que se incluyan otros alimentos entre dos rebanadas de pan. Así se consigue el popular sándwich, que se elabora con pan de molde incluyendo entre las rebanadas de pan diversos contenidos, generalmente cárnicos así como salsas (en forma de ensaladas). Este tipo de sándwiches puede ser servido frío o caliente (generalmente elaborado en una sandwichera). De la misma forma, en la cocina española se tienen variantes del emparedado con cortezas más duras como es el bocadillo en sus diferentes variantes (ejemplos son el bocadillo de calamares y el pepito de ternera) y que han llegado en la actualidad a una forma refinada de alta cocina en lo que se denomina: bocadillo de autor, en la cocina italiana se tiene un equivalente en el panini. Convertido, en algunas ocasiones, en parte de ciertas comidas rápidas se puede encontrar en las hamburguesas, los perritos calientes, los döner kebab, o los shawarma, entre otros. En otros casos aparece en diferentes pequeños almuerzos como pueda ser el ploughman's lunch inglés, en las tapas españolas, en los meze turcos, o el internacional coffee break. A veces se usa como untable como es el caso de las fondues (Mont-d'Or chaud), o en la ingesta de algunas sopas o salsas (como es el caso de la salsa de pan).
Otras variantes poseen contenidos abiertos como la pizza que ha tenido en la cocina italiana un origen en un pan plano denominado focaccia (pizza blanca). Otro ejemplo es el popular pan con tomate (pa amb tomàquet en catalán), el cachopo de la cocina asturiana, el Strammer Max alemán, etcétera. Dentro de la categoría de pan abierto en rebanadas se tiene los untados en que se esparce un alimento líquido (o semilíquido) sobre la superficie; en este caso se tiene el sardina pâté, los gravy, etc. Es muy frecuente encontrar el pan en los desayunos en forma de rebanadas tostadas al fuego (o en una tostadora) a las que se añade unos pedazos de mermelada y mantequilla fundida, de forma similar existe el mollete de desayuno andaluz, el Brötchen del cocina alemana.
El pan ya seco suele aprovecharse en cocina rallándolo, consiguiendo de esta forma pan rallado, que participa posteriormente rebozado en innumerables preparaciones fritas como pueden ser los alimentos empanados. Algunos de ellos son: las croquetas, el pollo frito, las milanesas (filetes de carne empanadas). El pan rallado fundamentalmente proporciona una textura crujiente. El pan rallado puede emplearse igualmente en el espesamiento de salsas de carne como pueden ser los gravys, el xató, así como en el de sopas frías como puede ser el salmorejo o el gazpacho, el gruel como la sopas de ajo. En la cocina alemana y austriaca se puede encontrar la miga del pan en forma de masas cocinadas que acompañan a ciertos guisos y que se denominan Klöße. En forma de cubos se puede freír en aceite y formar parte de los croûtons que se ubican en ensaladas como la César, o los famosos picatostes cubiertos de azúcar. En algunas ocasiones participa en ensaladas como el caso del fattoush en los países árabes (se trata de una variante «panificada» del tabbouleh). Se encuentran preparaciones de pan que forman parte de los postres como pueden ser los puddings (uno de los más conocidos es el pudding de pan en las culturas anglosajonas).
El pan duro forma parte de los ingredientes de algunos platos de origen humilde como puede ser las sopas de ajo y las torrijas de la cocina de Semana Santa española. Otro ejemplo en la cocina española que está relacionado con la matanza son las migas, así como en la elaboración de algunas morcillas. Algunas masas se cocinan con ingredientes dentro; es el caso del matnakash armenio (Armenio: Մատնաքաշ), el bollo preñao de Asturias (España), empanadas, etcétera. En algunas ocasiones el pan participa como ingrediente principal en un plato como es el caso del panko de la cocina japonesa. En algunas ocasiones el pan ocupa un lugar en las tradiciones familiares de una comunidad como es el caso de la cena de acción de gracias donde se suelen elaborar pan especial con objeto de la ocasión.
A veces el pan se emplea en numerosos remedios caseros como un elemento quita-olores al cocinar ciertas verduras como las coles; para remover humedad excesiva en la cocción de alimentos como el arroz o quitar la grasa superficial de caldos de carne. A veces se emplea en el paladar para aplacar la sensación pungente de los alimentos picantes ingeridos y con una función similar entre dos catas de vino para no confundir aromas. También se usa a veces para retirar de forma segura los pequeños trozos de vidrio del suelo que quedan tras haberse caído un recipiente y romperse. En muchos casos se emplea como alimento de animales domésticos así como de pájaros que viven en núcleos urbanos (un ejemplo son las palomas). En algunos casos los alimentos se emplean como substitutivo del pan: es así el español pan de Cádiz, el pan de higos, el colombiano pan de azúcar.
También se usa el pan en esculturas artísticas. En ese caso suele llamarse «masa muerta».

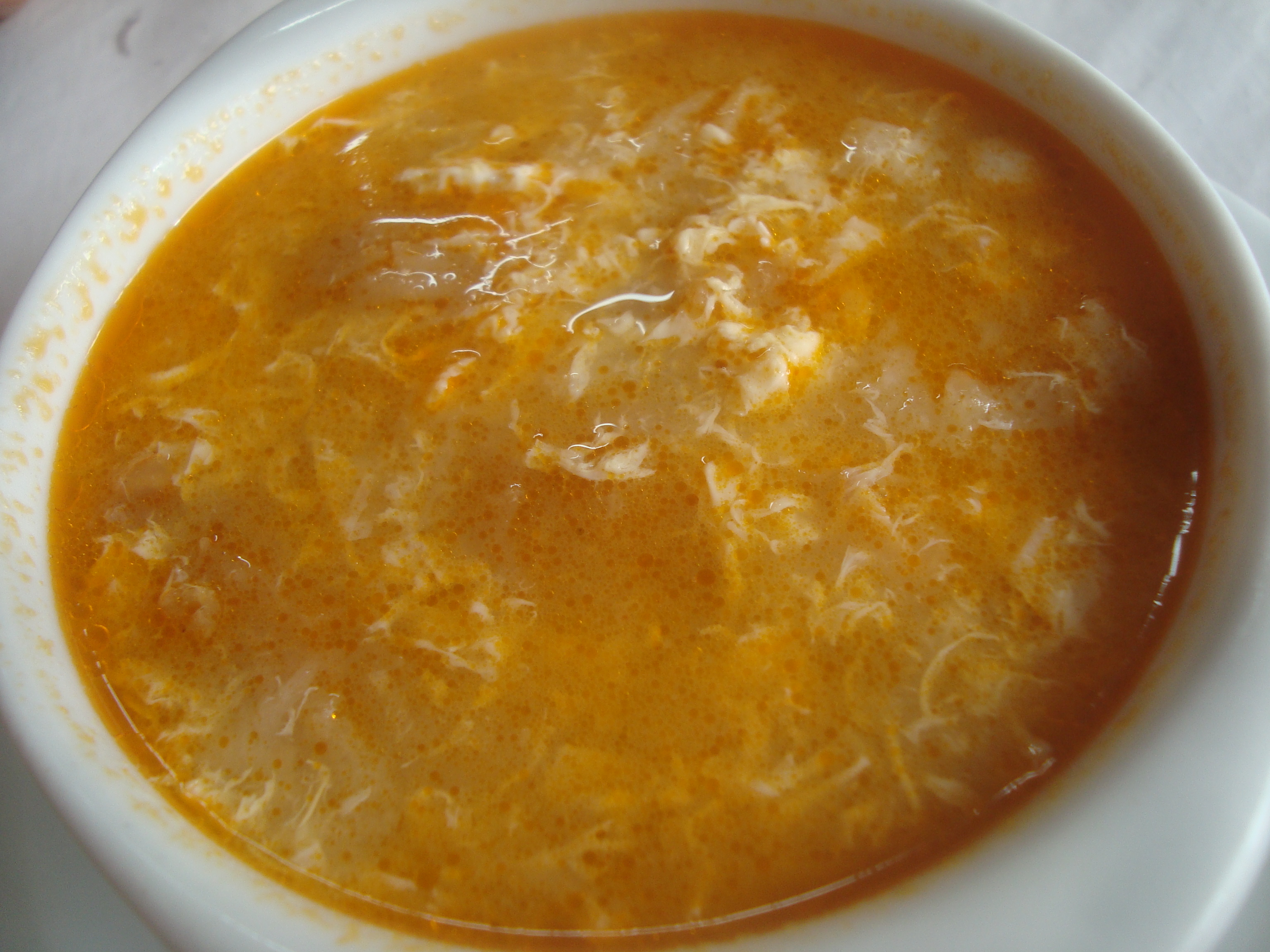
La Sopa Castellana se elabora con pan.

## Sabor
En los alimentos el sabor procede de un conjunto de reacciones químicas que pueden dividirse fundamentalmente en dos tipos: procesos enzimáticos y no enzimáticos (como puede ser la reacción de Maillard). El sabor del pan procede de multitud de elementos intervinientes de forma conjunta en la masa, por ejemplo de la harina. El gluten no proporciona ni aroma ni sabor en sí mismo, mientras que el almidón junto con los lípidos proporcionan el carácter de la harina misma. Los almidones y lípidos en combinación con los enzimas propios de la harina y las bacterias (así como las levaduras) son las responsables del aroma del pan. En algunos casos los propios enzimas existentes en la harina pueden generar el olor característico del pan. En algunos casos el pan elaborado con masas madre poseen un sabor más apreciado que aquellos que se hacen con levaduras industriales y esta es una de las razones por las que a veces se indica en las barras de pan de algunas panaderías, la procedencia de este tipo de pre-fermentación.
Algunos autores han detectado que el sabor del pan procede de ácidos orgánicos volátiles producidos durante la fermentación. Esta es la razón por la cual la fermentación adecuada es la que proporciona un sabor característico al pan.

## Clasificación

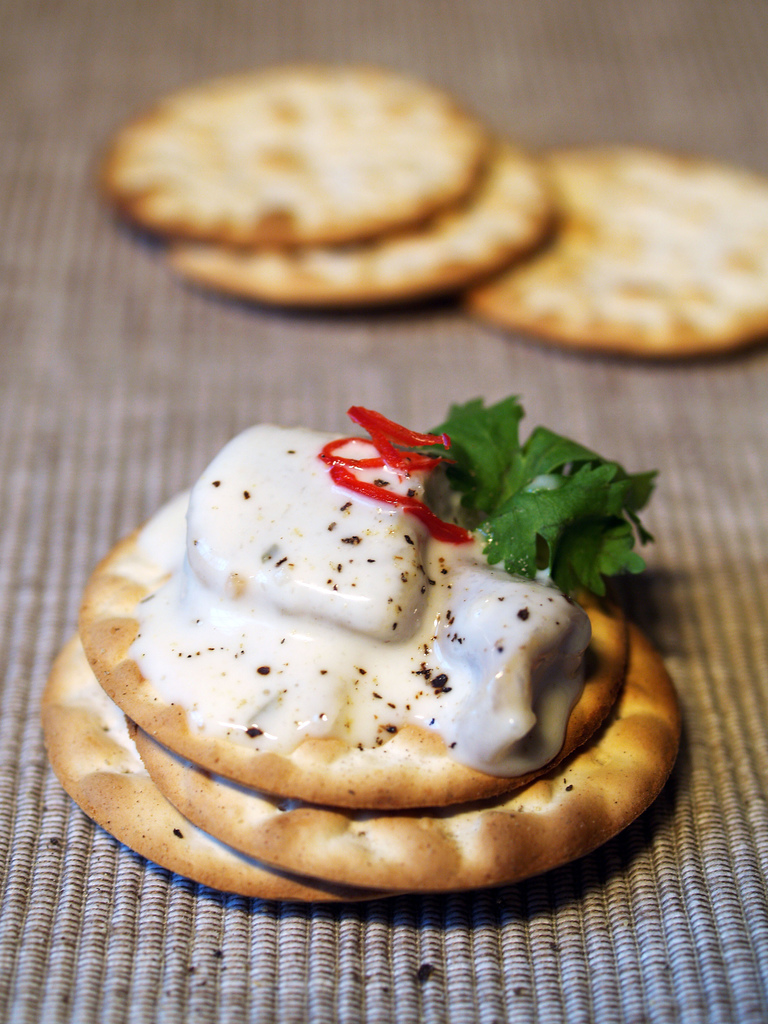
El cracker es una modalidad de pan ácimo plano inventado para que permaneciese comestible durante largos períodos. Un caso especial es el hardtack, un tipo de craker estadounidense que se conserva en museos desde comienzos del.

A pesar de lo reducido de los ingredientes la variedad de pan en la culinaria mundial es muy grande debido en gran parte a las variantes en los procesos de su elaboración, a las tradiciones culinarias, a la disponibilidad de los diferentes tipos cereales, a las formas impresas a sus masas, a la ausencia de uno de sus ingredientes (como puede ser de la levadura), a las decoraciones exteriores, etcétera.

### Pan sin levadura
Este tipo de pan, denominados a veces también como «pan cenceño» (o ácimo), se elabora con el simple concurso de la harina y el agua, es una de las variedades de pan más antiguas que puede suponerse debido a la simplicidad de sus ingredientes. Un ejemplo es la ley chametz de la culinaria judía en la que se evita comer pan fermentado con levaduras en especial en la Pascua judía 12:15, de esta forma se tiene pan como el matzoh, o el pan elaborado según el Pas Yisroel. En el norte de África, en la India y parte de Asia se elabora pan de esta clase con harina de trigo así como de burghul, se tienen las trahanas de la cocina sefardí. Las tortillas de trigo de la cocina mexicana así como del sur de Estados Unidos. Las crêpes elaboradas con masas líquidas sin levadura que se hacen en la sartén a temperatura alta. La mayoría del pan plano se elabora con masas sin levadura.

### Pan de masa ácida
Este tipo de pan se caracteriza por elaborarse con una masa ácida, la acidez proviene de los cultivos bacterianos realizados en la masa madre que le proporciona un sabor característico final al pan. El sabor ácido proviene del ácido láctico o acético generado durante la fermentación de la masa madre. Las levaduras Candida milleri o Saccharomyces exiguus se cultivan en la harina haciendo una especie de simbiosis con la bacteria Lactobacillus sanfranciscensis. La Lactobacillus sanfranciscensis se nombró así por ser un descubrimiento realizado en los pre-fermentados elaborados en las panaderías de San Francisco. Este pan posee un color en la corteza muy característico, un marrón muy pronunciado.

### Pan levado

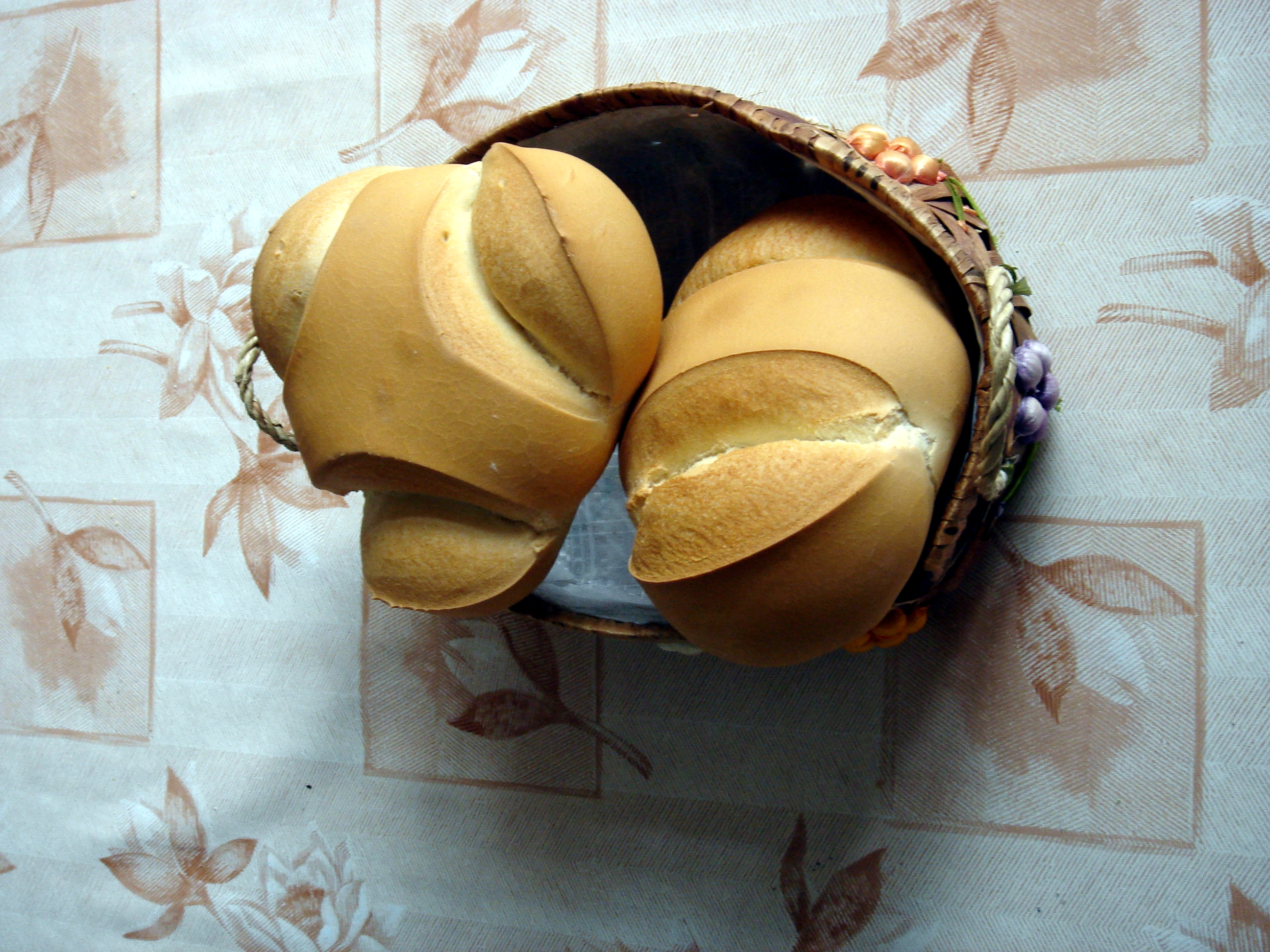
Pan de 2 y 3 orejas. Colmenar de Oreja. España.

Por regla general cuando se emplean levaduras para «levar» la masa se obtienen unos resultados específicos de «hinchado» del pan, pero en algunas culturas no se emplean levaduras y surgen así variedades como el de soda muy populares en la culinaria irlandesa o el pan que emplea bacterias de la especie Clostridium perfringens o Bacillus cereus, denominados pan de crecimiento salino (Pan Salt-Rising). Estas bacterias son las que generan la gastroenteritis pero tras el proceso de horneado mueren debido a que son sometidas a temperaturas por encima de los 200 °C. Hoy en día se suelen vender masas panaderas congeladas que se introducen directamente en el horno, estas masas suelen llevas levaduras químicas como son el pirofosfato ácido de sodio (Na2H2P2O7) y el bicarbonato sódico, a esta categoría pertenece el pan rápido (quick breads en inglés) como pueden ser el bizcocho de plátano, los elaborados con crémor tártaro (bitartrato de potasio - KC4H5O6), el cornbread, scones, o el serbio Česnica, etc.

### Pan plano

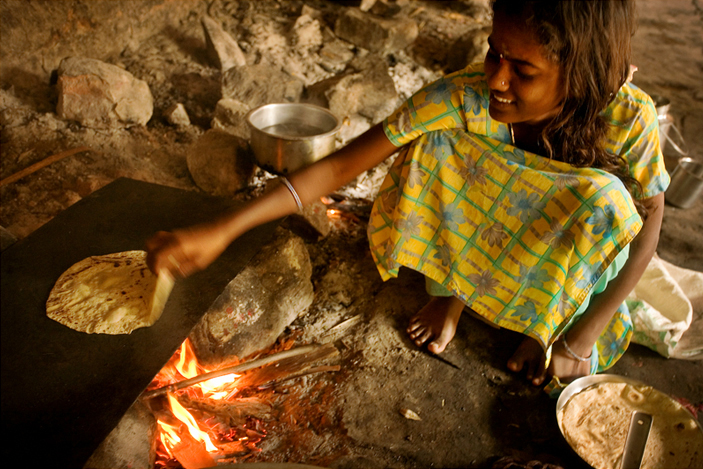
Mujer joven en la India elaborando chapatis en una placa caliente al fuego.

Es muy posible que el pan plano fuera la forma más primigenia de pan y quizás se deba a la facilidad de preparación. Es un pan muy empleado en diferentes culturas, es por ejemplo muy empleado en las cocinas árabes, así como de Sur de Asia (India y Pakistán son ejemplos de ello), las tortillas americanas. Una de las características más relevantes de este tipo de pan es la rapidez de preparación (en algunos casos se trata tan solo de unos minutos), además permite que no exista la necesidad de un gran operativo, como fuente de calor se puede emplear una sartén (o una simple chapa metálica caliente), una piedra, o también en las paredes de un horno (taboon). El pan plano pueden encontrarse en las cocinas occidentales como en la noruega en los flatbrød o los lefse, y en la turca en los pide y yufka.
Se puede decir que este tipo de pan se «hincha» sin necesidad de fermentación (muchos de ellos se hacen sin el empleo de levadura), debido a que durante su cocción se forman pequeñas burbujas de vapor entre la masa. En algunos casos la textura es lo suficientemente robusta como para poder incluir otro alimento, este es el caso del pan de pita que permite incluir carne picada en su interior.

### Pan sin gluten
Las personas que padecen trastornos relacionados con el gluten, tales como la enfermedad celíaca o la sensibilidad al gluten no celíaca, son intolerantes al gluten. Por esta razón, tienen que excluir de forma estricta de la dieta el trigo, la cebada, el centeno, la avena, y todas sus especies e híbridos (tales como la espelta, la escanda, el kamut y el triticale). La toxicidad de la avena depende del cultivar empleado; asimismo, frecuentemente presenta contaminación con trigo u otros cereales con gluten.
Con el objetivo de cubrir las necesidades de estas personas, actualmente existe pan sin gluten comercializado que se elabora con harina alternativa sin de gluten, tal como la harina de arroz o la harina de maíz. Para suplir las propiedades del gluten, algunos preparados panificables incluyen goma xantana, que proporciona mayor elasticidad al pan, y emulsionantes, que permiten retener las emisiones de dióxido de carbono de la fermentación. Otras sustancias utilizadas para proporcionar elasticidad al pan son el agar-agar (extraído de ciertas algas) o la goma garrofín (extraída de las semillas del algarrobo).

### Pan al vapor/frito

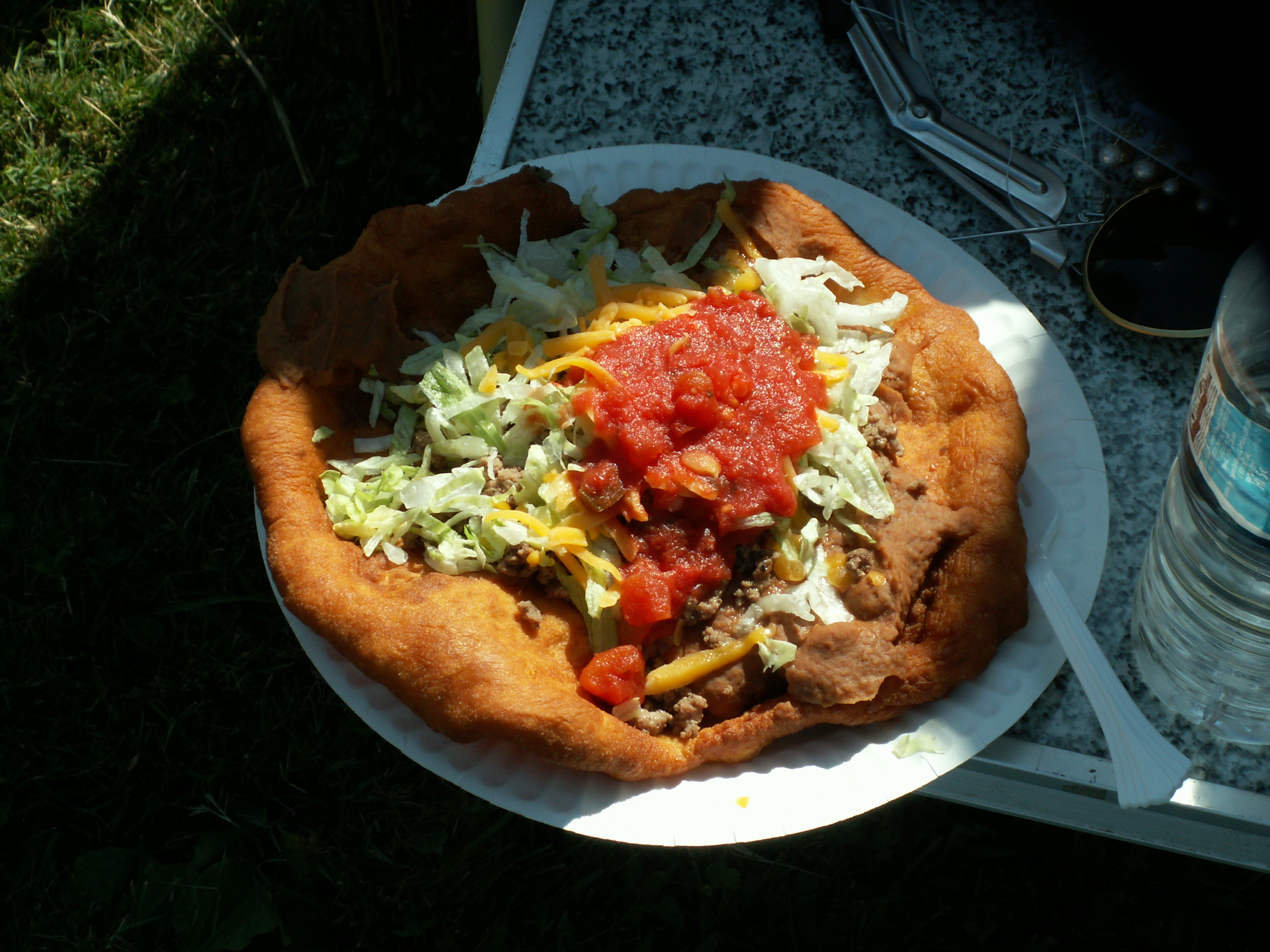
Taco de pan frito típico de la cocina de los indios nativos de Norteamérica.

En la cocina asiática se suele encontrar este método de aplicar calor a la masa debido, bien al uso de vapor caliente, bien a una fritura en aceite vegetal a muy alta temperatura. Un ejemplo es el baozi. Esta forma de calentar la masa de harina da lugar a un tipo de pan específico que posee una corteza con características peculiares. La cocina inuit posee un pan frito muy popular denominado bannock. Un caso particular de la cocina occidental de masa frita es el churro, así como las tortas fritas de Sudamérica. El pan al vapor es muy típico en la cocina china (baozi), en la cocina británica es muy popular el pan al vapor denominado popover (elaborado de forma muy similar al Yorkshire pudding), el mongol buuz, el youtiao (que posee algunas similitudes al churro), el pan de gamba chino. En Europa se tiene el Dampfnudel alemán que es un bollo cocido relleno de carne.

### Pan rápido
El pan rápido es un tipo de pan que se hace crecer con agente leudante en lugar de con levadura o bien, prescindiendo también de cualquier agente leudante, como ocurre con el pan ácimo.
La variedad de pan rápido incluye bizcochos y galletas, así como pan de banana, pan de cerveza, cornbread, madalenas, tortitas, scones, pan de soda y crespillos. Según la mezcla de agentes leudantes se consigue pan de textura más o menos turgente o blanda. 
El llamado pan rápido se originó muy posiblemente en Estados Unidos a finales del siglo XVIII. Antes de su creación, los productos horneados se hacían crecer con levadura o una mezcla de masa con huevo. Durante la guerra civil americana (1861-1865), la demanda de comida era muy elevada, razón por la cual se hacía crecer el pan con «baking soda» (bicarbonato) en lugar de levadura (pan de soda).

## Pan y salud

### Nutrición

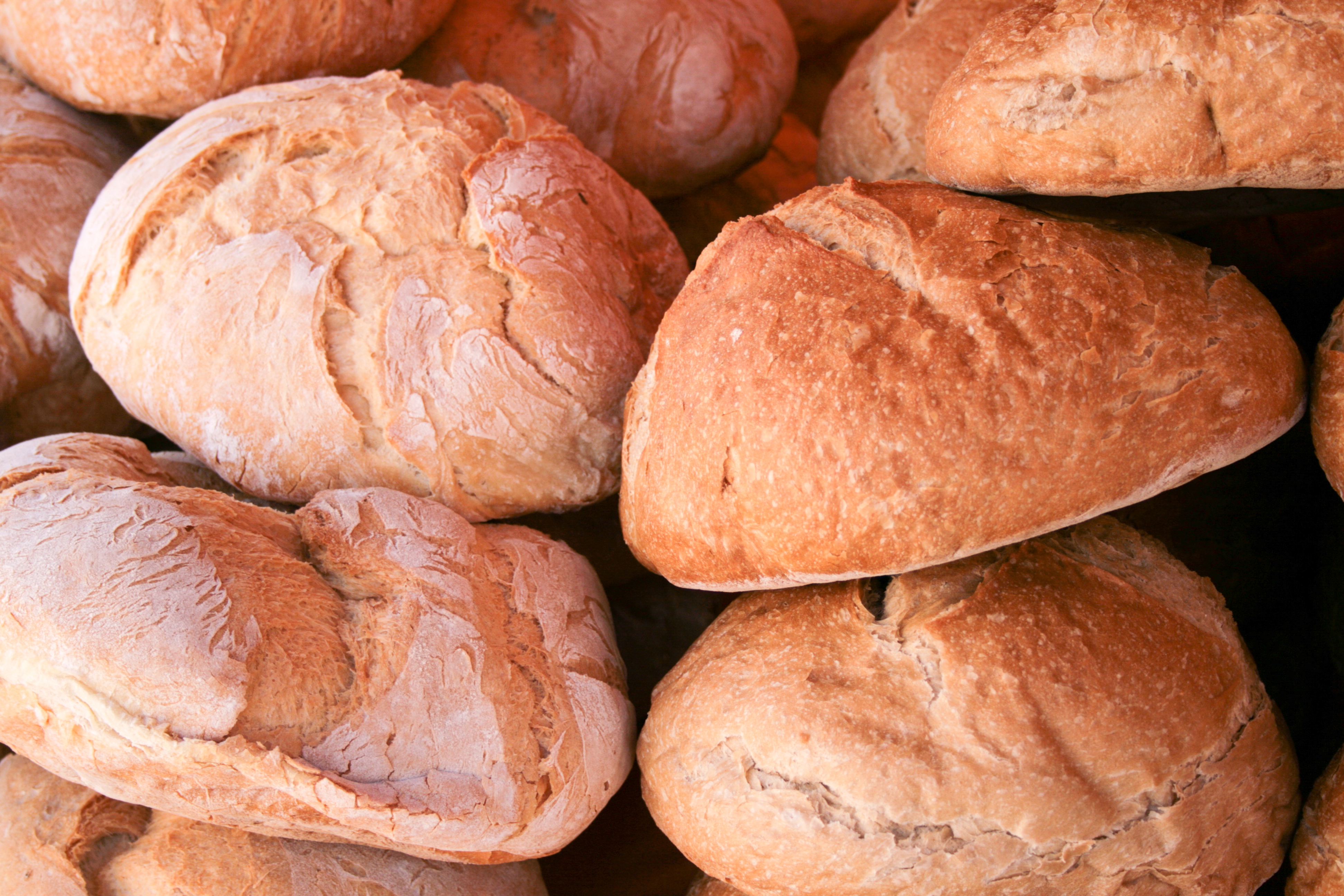
Pan asturiano elaborado con trigo espelta.

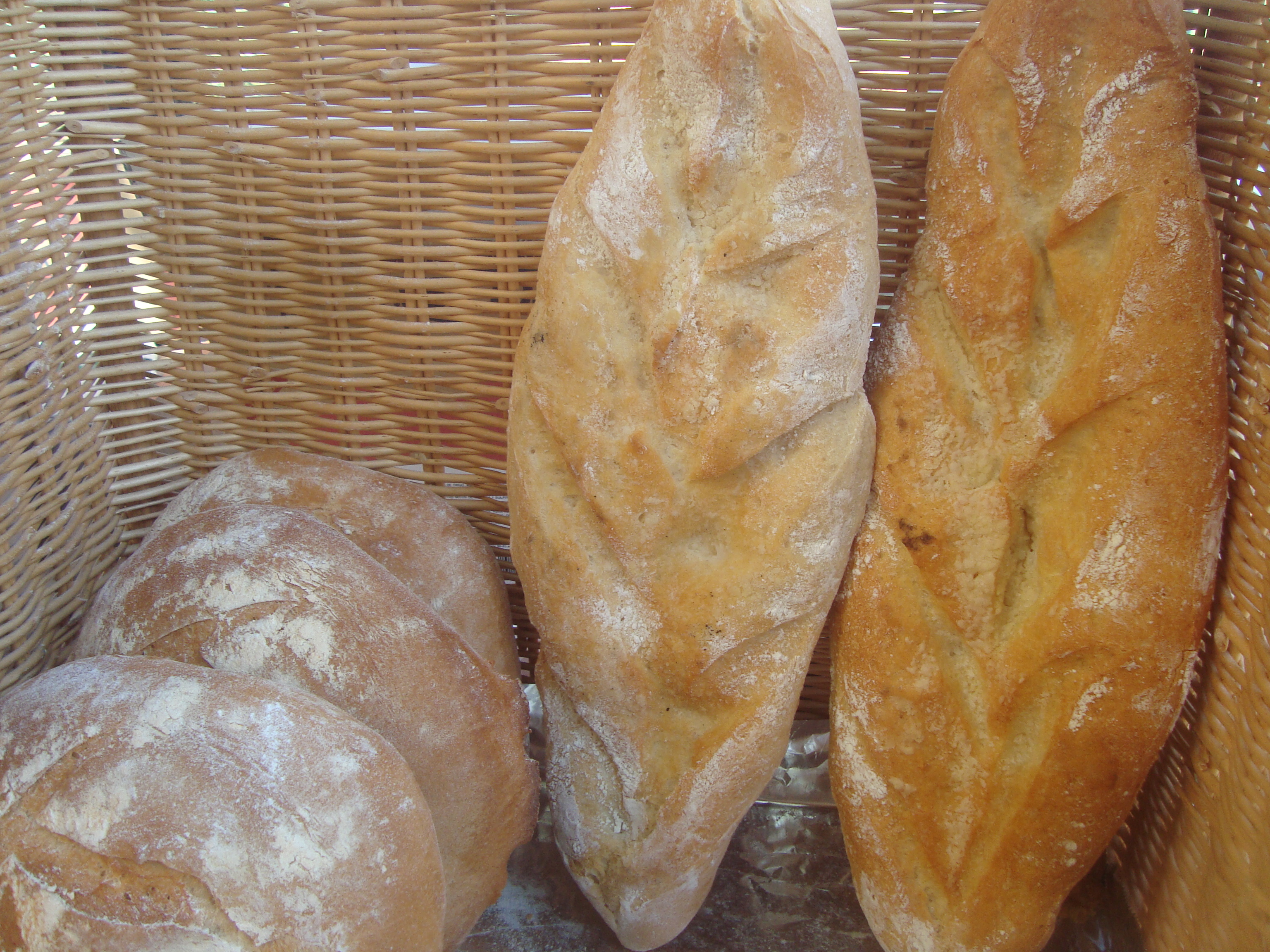
Pan de aceite y pan redondo (Cabanes, Castellón).

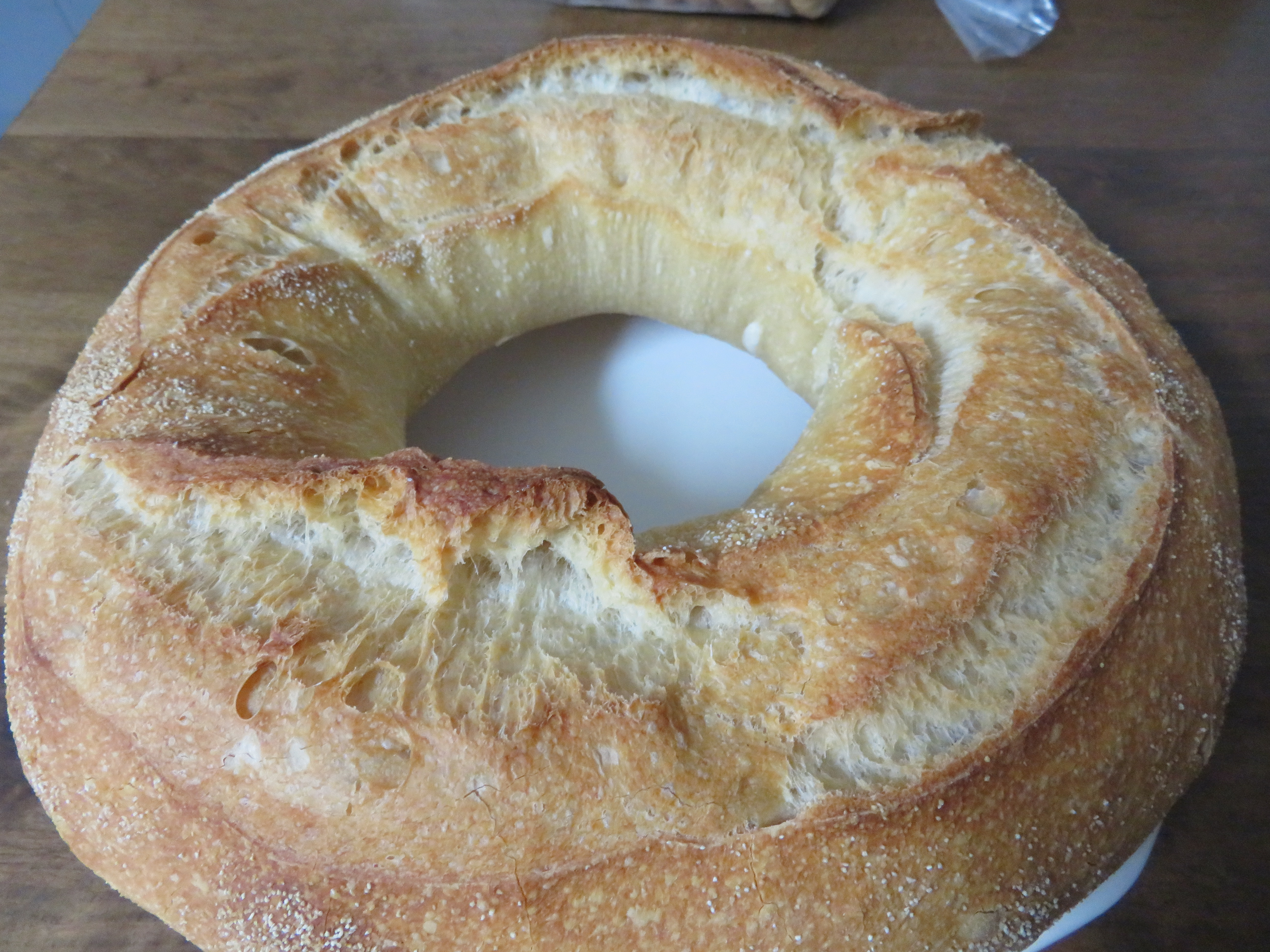
Rollo de Pan (Teruel, España).

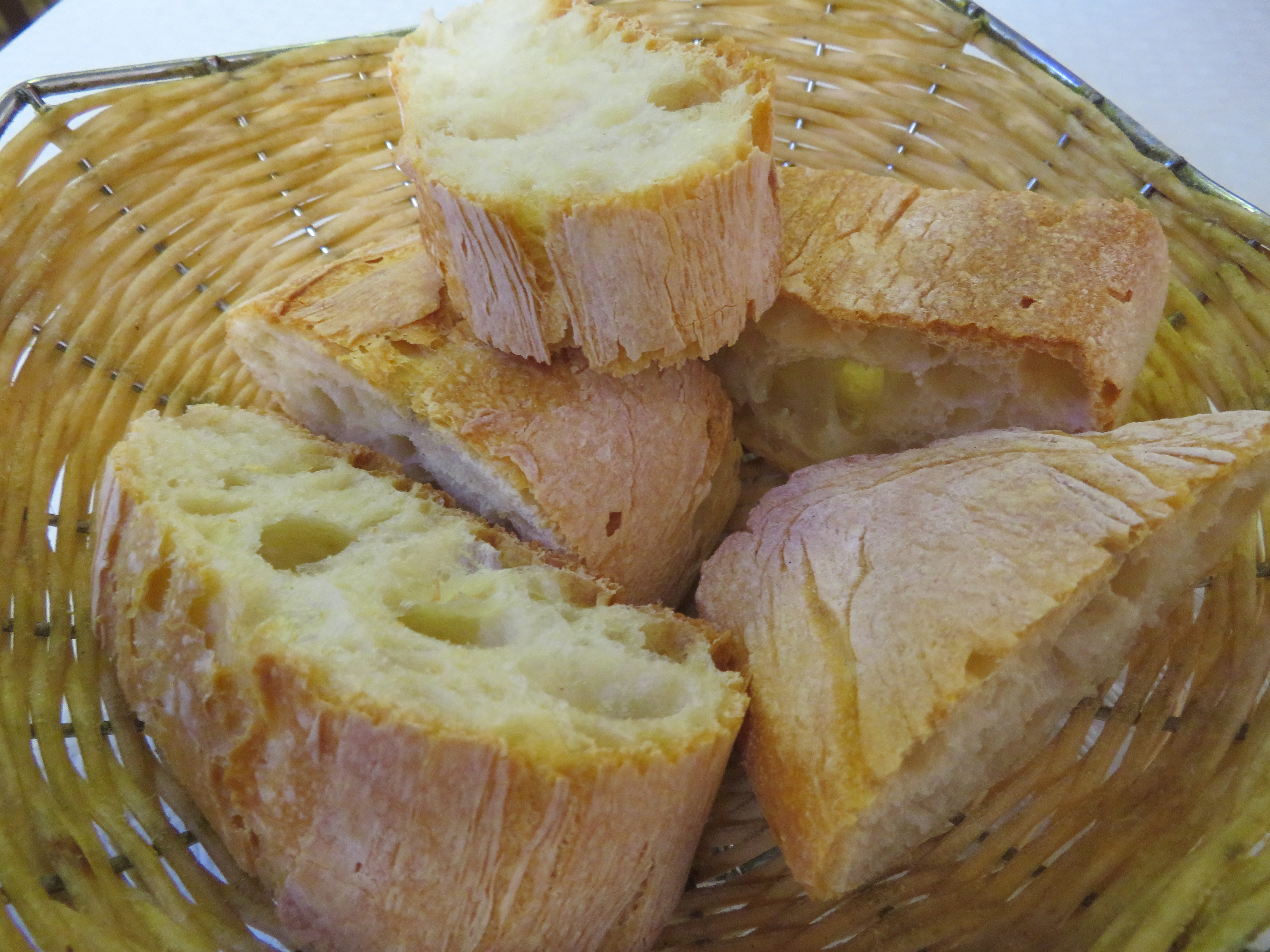
Panera con rebanadas de pan (España).

El pan se ha considerado desde muy antiguo como uno de los alimentos por excelencia. Aporta en una cantidad considerable hidratos de carbono de cadena compleja. Algunas proteínas, que pueden llegar a contenidos de 9 g/100 g de pan. Se trata de proteínas de baja calidad, con bajo valor biológico y nutricional, debido a que su contenido en aminoácidos no incluye todos los aminoácidos esenciales, sino que presenta niveles deficientes del aminoácido esencial lisina (se tiene que compensar con la ingesta de otros alimentos, como puede ser legumbres). Posee por regla general pocos contenidos grasos, casi siempre ácido oléico y linoléico. Entre los micronutrientes que posee el pan, hay algunas trazas de calcio (debido al uso de leche que se hace en la elaboración industrial actual), hierro (es un gran aporte de este mineral), selenio, potasio, fósforo. El pan que tiene una harina con germen posee dos vitaminas del grupo B y que son la: tiamina (que favorece la salud en el sistema nervioso) y la niacina (que previene la pelagra). El pan posee también ácido fólico y una cierta cantidad de carotenoides (aunque poca cantidad ya que fueron reducidos durante la fase de mezcla en la elaboración del pan). Contiene un 40 % de agua (la pasta cocida llega a un 60 %).
El pan de harina poco refinada es el que aporta una mayor cantidad de fibra a la dieta humana, no obstante el consumo de pan suele ser una de las fuentes mayoritarias de fibra. El pan blanco de harina refinada es el que aporta una menor cantidad llegando hasta un 3 %, el pan denominado como «integral» puede llegar a tener entre tres a cuatro veces más de fibra. El pan ocupa la base de la pirámide alimentaria en la zona de cereales y legumbres, lo que indica que puede consumirse al día en una cantidad relativamente moderada (comparado con otros alimentos) dentro de lo que se considera una dieta equilibrada. Por ejemplo en la ingesta de un niño de un año ya se incluye el pan (así como los alimentos de los grupos alimentarios: carne, verduras y leche). Existen estudios que mencionan que un consumo de pan de centeno aporta en las mujeres solo un 7.1 % de la proteína; un 1.2 % de lípidos y un 11.1 % de carbohidratos necesarios en RDI, mientras que en la dieta de un hombre contribuye con un 5.9 % de la proteína un 1 % de la grasa y 9.3 % de carbohidratos, lo que hace una contribución del total de 28.6 % de los nutrientes recomendados por Organización Mundial de la Salud.

### Enfermedades asociadas a su consumo
A pesar de ser un alimento básico muy antiguo, desde inicios del siglo XXI un porcentaje creciente de población en todo el mundo sufre de algún tipo de trastorno relacionado con el gluten, que incluyen la enfermedad celíaca, la sensibilidad al gluten no celíaca, la dermatitis herpetiforme, la ataxia por gluten y la alergia al trigo, cuyo tratamiento consiste en una dieta estricta sin gluten. Por este motivo, en recientes años se han lanzado al mercado el pan sin gluten.
El incremento del consumo de gluten a nivel mundial, los avances en el reconocimiento de la gran cantidad de síntomas afectando a diversos órganos que puede provocar, la mejora de los procedimientos diagnósticos y una mayor incidencia real en la población, están contribuyendo a un creciente y constante aumento de diagnósticos de estas enfermedades. No obstante, debido al escaso conocimiento sobre estos trastornos entre los profesionales de la salud, que tiende a perpetuarse, en la actualidad prácticamente la totalidad de los casos reales continúa sin reconocer, sin diagnosticar y sin tratar. La mayor parte de los afectados solo presenta síntomas digestivos leves, intermitentes o incluso ausentes (probablemente debido al efecto opioide del gluten, que enmascara el daño intestinal), aunque sí desarrollan otros trastornos asociadas que pueden afectar prácticamente a cualquier órgano. Tras un dilatado historial de variadas molestias de salud y un largo peregrinaje por multitud de consultas de diversos especialistas durante años, sin recibir un apoyo médico adecuado, la mayoría de las personas afectadas acaba recurriendo a alimentos sin gluten y al autodiagnóstico, mientras que otras muchas son personas que se han acostumbrado a vivir con un estado de mala salud crónica como si fuera normal.
Las dietas hipoglucémicas evitan el consumo de pan (sobre todo el pan elaborado con harina blanca refinada, debido a que posee un alto valor glucémico). La adición de leche a algunas masas de pan hace que las personas con intolerancia a la lactosa puedan tener problemas.
El pan más evitado por los nutricionistas es el pan de harina blanca refinada, argumentan que las harinas refinadas poseen tal grado de elaboración que gran parte de las propiedades de fibra dietética y de minerales se han perdido en el proceso de refinamiento. Esta es en cierta medida una de las razones por las que cada vez más se encuentra pan de harina no-refinada en las panaderías. El contenido de ácido fítico en las harinas hace que se disminuya la biodisponibilidad de algunos minerales como el calcio, el magnesio, el zinc y el fósforo, aunque los procesos de elaboración del pan disminuyen en gran medida la cantidad de ácido fítico en la masa. Hacer el pan con masa madre reduce su contenido en ácido fítico y otros antinutrientes; a su vez, la masa madre también mejora el metabolismo de la glucosa en el periodo postpandrial de quien lo ingiere y reduce el contenido en gluten del pan.
Aunque suele atribuirse al pan de harina integral un índice glucémico bajo, los ensayos clínicos muestran unos niveles muy similares a los del pan de harina refinada. Uno de los principales motivos es que las harinas integrales actuales han sido molidas por máquinas en una fábrica, lo que hace que sean igual de finas y se absorban igual de rápido que las harinas blancas.
Los ingredientes empleados en los mejoradores para pan causan cierta alarma entre sectores de la sociedad preocupados por la salud de los alimentos. A veces la calidad de los ingredientes añadidos al pan son causa de preocupaciones en el consumidor, como es el caso de enzimas aplicados a la elaboración del pan que pueden provocar reacciones de sensibilidad a los mismos. En algunos casos el pan no horneado completamente puede producir en algunas personas flatulencias. Entre los mejoradores del pan industrial se encuentra el bromato potásico empleado para endurecer las masas, prohibido por algunas agencias alimentaria por detectar posibles efectos cancerígenos.
Múltiples estudios asocian al pan con sobrepeso y obesidad, sobre todo cuando se trata de pan hecho con variedades de trigo modernas y con harinas refinadas. Podría ser el resultado de una suma de factores directamente relacionados con el pan, siendo los principales adicción, baja saciedad, alta carga glucémica, inflamación, baja termogénesis y baja densidad nutricional.
La dependencia o efecto adictivo que provoca el pan en muchas personas podría, en parte, deberse a las sustancias opioides, llamadas exorfinas, liberadas en la digestión del gluten.
Las variedades de trigo más antiguas, como Kamut o espelta, tienen más densidad nutricional que las modernas. También tienen menos gluten y la biodisponibilidad de sus nutrientes suele ser superior.

## Tendencias modernas

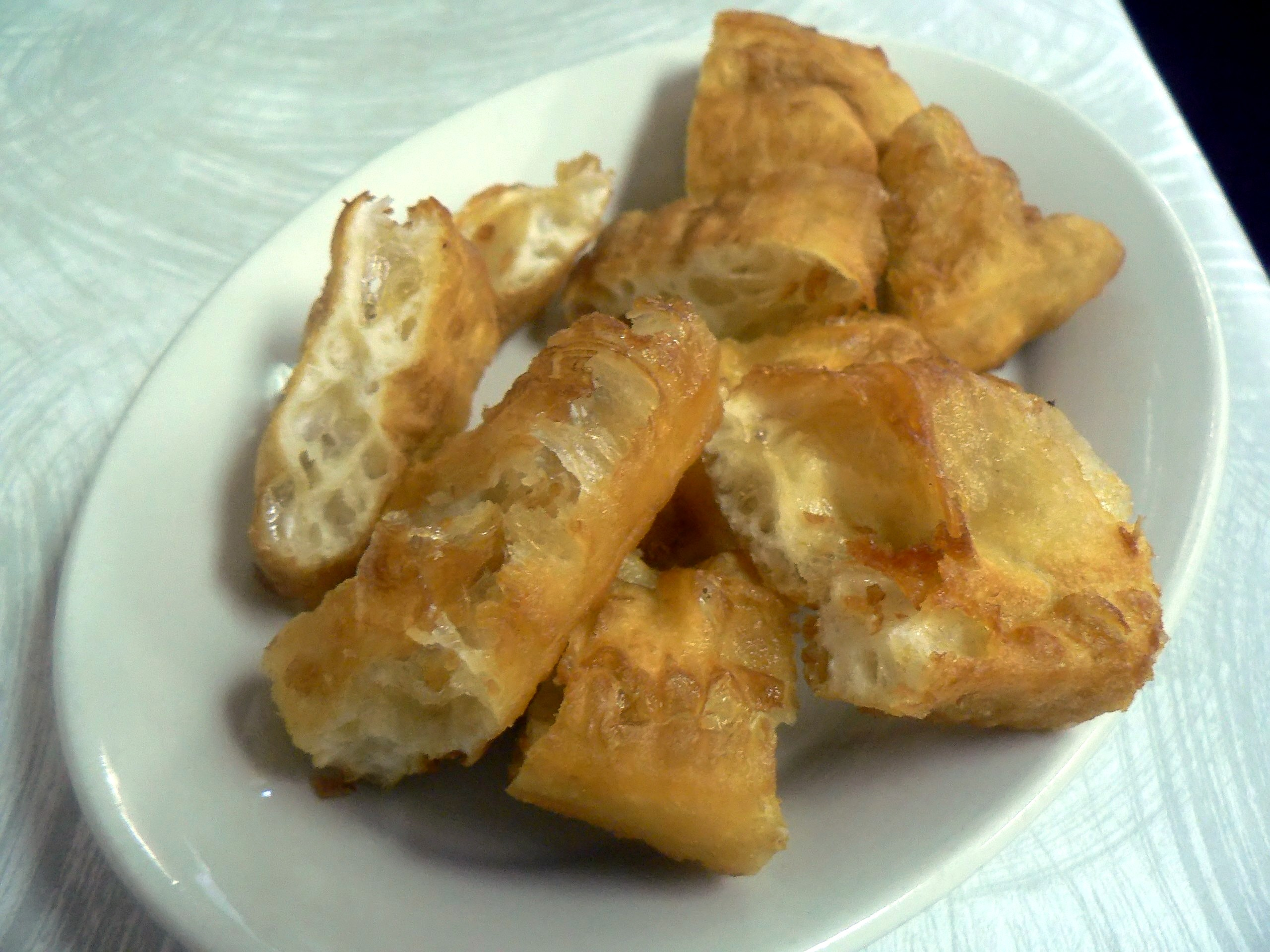
Youtiao, pan chino frito.

Las tendencias modernas del pan van por diversas vías. Una de las más investigadas es la de la fortificación con el objeto de ofrecer a los consumidores un alimento más equilibrado. La fortificación puede consistir en incluir elementos minerales, vitaminas o incluso por la de aumentar los porcentajes de fibra. Uno de los objetivos de la industria actual está en cambiar la tendencia decreciente de la demanda ofreciendo un pan más clásico, con mejores sabores y aromas. Otro de los objetivos se centra en una mejora de los procesos de panificación, haciendo que sean más efectivos y menos costosos en tiempo. Dentro de la corriente mundial de reducción del consumo medio de calorías por persona (concepto wellness), se está pensando panificar con harinas de soja (o suero de leche), así como reduciendo la cantidad de azúcares. En el tema de inventar nuevos ingredientes en la elaboración del pan se tiene el pan de soja. Una de las tendencias es la disminución progresiva de la sal en las masas a 0.43 g sodio de 100 g (equivalente a 1.1 g de sal por 100g).
Uno de los más innovadores procesos de panificación es el que hace la compañía Aerated Bread Company que ofrece pan aireado desde 1862, en el que se proclama que la «levación» de la masa no es debida a la fermentación simple sino al empleo de aire a presión durante etapas anteriores al horneado. A pesar de ser la compañía de hace un siglo esta forma de panificación está dando lugar a debates científicos. El pan está afectado por las investigaciones realizadas en alimentos modificados genéticamente, debido al uso de cereales como trigo o cebada modificada genéticamente. Este pan tendrá aparentemente pocas diferencias con respecto al pan elaborado con harina tradicional, la ventaja está por parte del cultivador que tiene especies más resistentes. Dentro de la ingeniería genética se ha logrado cereales con mayor contenido de ácido ascórbico (mejora las propiedades mecánicas de la masa), cisteína, enzimas, etc. Aunque el pan se haga con harinas tradicionales (de cereal no modificado), cabe la posibilidad de emplear en la levación de las masas levaduras modificadas genéticamente, que proporcionen más sabor, que procesen los almidones de la harina con mayor eficiencia, que respondan a perfiles bajos de temperatura, que reaccionen más rápido, etc.

## Consumo en el mundo
El consumo de pan ha ido creciendo a lo largo de los siglos acompasado con el ritmo de crecimiento de la población mundial. El pan es un alimento barato que es asequible a gran parte de la población mundial aunque, como es de suponer, el precio del pan es muy sensible al precio del trigo y de los demás cereales. Este aumento del precio a comienzos del siglo XXI se debe en parte a la Crisis alimentaria mundial. Un porcentaje de las labores agrícolas que generan cereales va a parar a la alimentación ganadera y otro va a la elaboración de derivados, entre los que se encuentran las harinas. Por regla general se adquiere fácilmente en las zonas urbanas en panaderías, supermercados (zonas específicas) y tiendas de conveniencia. La venta de pan está sometida en la mayoría de los países a reglas específicas. La tendencia mundial desde finales del siglo XX es de una progresiva reducción del consumo de pan en los países industriales y que tradicionalmente lo han consumido.
El consumo medio de pan en la cesta de la compra de los países desarrollados suele estar entre un 5 y un 10 % (en función de aspectos culturales y localización).[cita requerida]

### En Europa

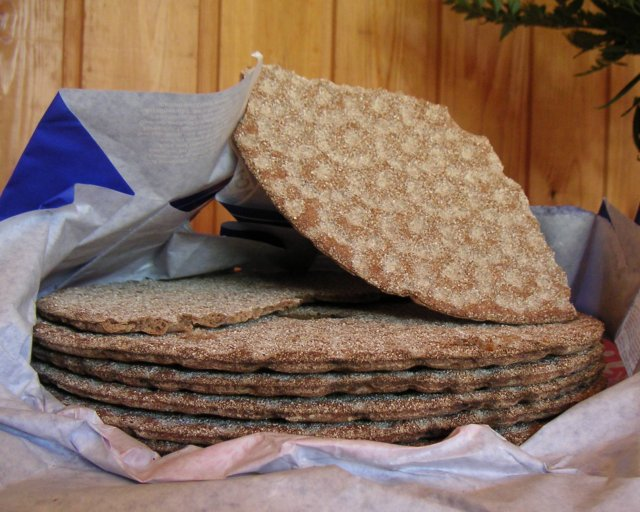
Knäckebröd, pan muy usual en el norte de Europa.

En Europa el consumo de pan es muy popular y ha estado asociado por completo a la molienda del trigo. Alemania y Reino Unido son los principales operadores del mercado de pan europeo (con una cuota del 60 % de la producción), Francia, Países Bajos y España producen el 20 % entre ellos. Se suele consumir pan de diversos cereales, aunque las panaderías van cediendo a una forma más productiva e industrial de elaboración del pan: la masa congelada. Cada vez más se encuentran pequeños hornos en supermercados que ofrecen pan casi instantáneo de masas ya precongeladas. En el norte de Europa, en la zona de los países escandinavos, es muy popular un pan plano ácimo denominado knäckebröd que conserva sus propiedades durante largos períodos. De todas formas el consumo de pan de centeno es más popular en el norte de Europa que el pan elaborado con harina de trigo.
Existen tendencias modernas de horneado en Europa, como el Bake Off Technology (BOT) investigado en los proyectos europeos para el desarrollo (EU-FRESH BAKE). El consumo de pan ha ido disminuyendo en España al igual que en otros países europeos debido a la confluencia de diversas razones: el aumento del poder adquisitivo y la progresiva pérdida de hábitos alimentarios saludables. En 1964 en España el consumo de pan por persona al año era de 134 kg; en el año 1981 había descendido hasta 75 kg y en el año 1991 el consumo fue de 59 kg; desde entonces se ha estabilizado en unos 58 kg. Las recomendaciones de consumo de cereales de la Organización Mundial de la Salud son de alrededor de 91 kilogramos por persona al año.

### En América

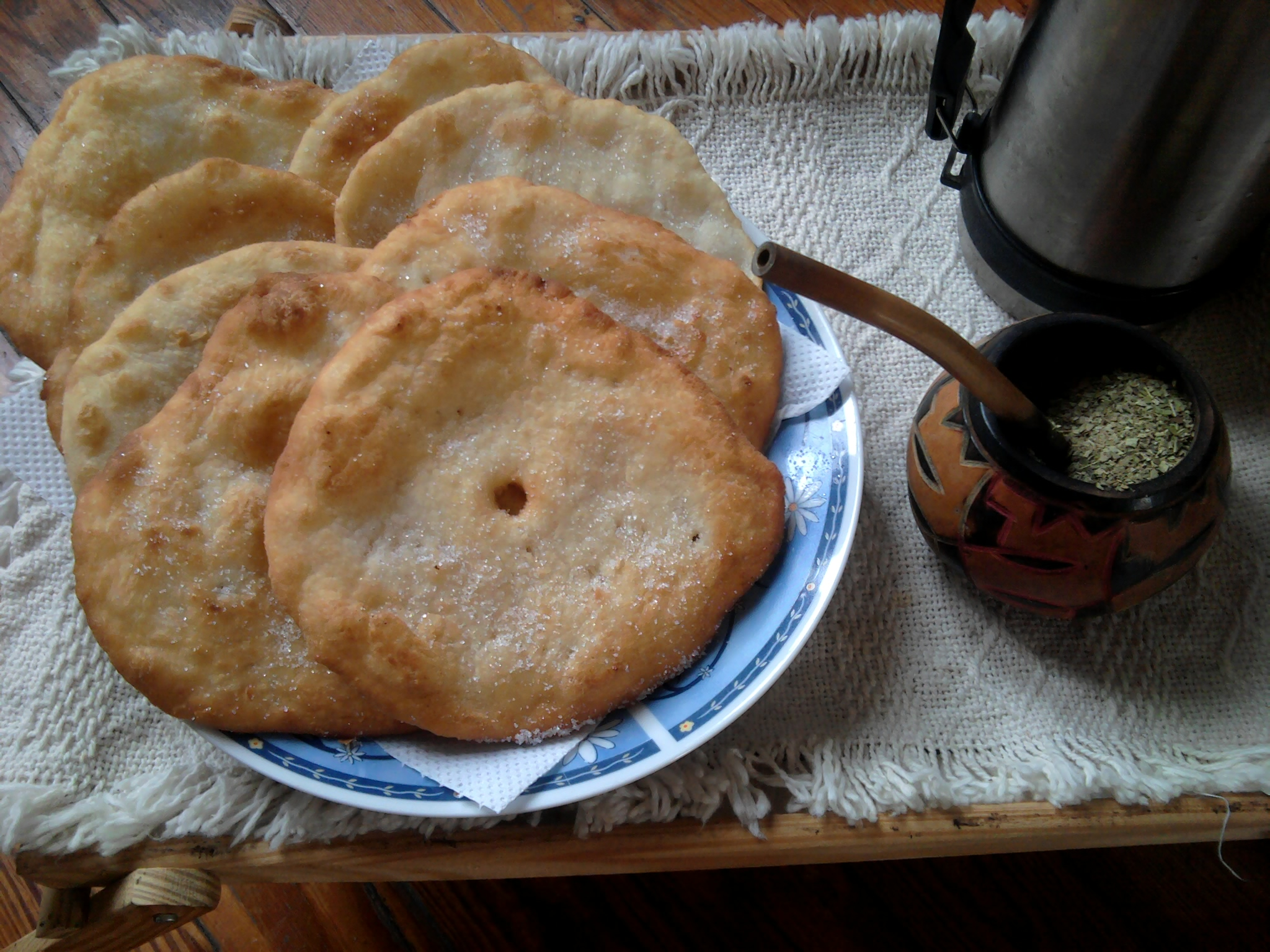
Tortas fritas (pan frito) de la zona rioplatense. Conocidas en Chile como sopaipillas.

En Estados Unidos el consumo de pan se ha desacelerado durante la última mitad del siglo XX, debido a la preocupación internacional creciente que existe sobre el consumo de pan blanco. En 1933 cerca del 80 % del pan vendido en Estados Unidos era en rebanadas. Entre los países latinoamericanos, los mayores consumidores se encuentran en Chile, Costa Rica y Brasil, según el Estudio Latino Americano de Nutrición y Salud
(ELANS).
En algunas partes de esta región es muy tradicional y popular la elaboración de pan empleando como cereal el maíz en las famosas tortillas. En algunos lugares de México se hace de forma tradicional un pan con granos de amaranthus muy popular en la cultura azteca. En muchos casos el consumo tradicional de tubérculos como la yuca o la papa suple nutritivamente en la dieta al empleo de pan elaborado con cereales. El pan elaborado con trigo es popular en muchos países de Latinoamérica; no obstante, el panorama es diverso: algunos países poseen un consumo elevado, como es el caso de Chile, mientras en otros como México, Venezuela y Colombia es comparativamente escaso. En México se consume el pan de dulce, así como el bolillo, el birote y las tortillas de harina (sobre todo en el norte); estas últimas suelen hacerse con una masa de harina de trigo mezclada con manteca de cerdo o mantequilla. Se dice de forma general que el consumo de pan tradicional es muy superior al consumo de pan industrial. En algunos lugares de América se hace pan con tubérculos como la yuca (Manihot esculenta) denominado casabe. En Centroamérica es muy popular la pupusa, una torta de harina de maíz, de esta última también se preparan las arepas en Venezuela y Colombia. Algunos países han recibido influencias europeas y han incorporado el pan de trigo a su ingesta; este es el ejemplo de México con su popular birote. En países que formaron parte del Virreinato del Río de la Plata, existen molinos de harina de trigo desde la época colonial, desde 1810 por lo menos en la Banda Oriental, actual Uruguay. De hecho gran parte de las guerras de independencia de las provincias contra el Imperio español se planearon alreadedor de panaderías y molinos, y quizás por esta razón son tan populares las tradicionales tortas fritas y la tradicional galleta de campaña, aunque con el tiempo y con la llegada de inmigrantes empezaron a popularizarse otros tipos de pan, como el felipe, el porteño, el marsellés y la flauta (versión local de la baguette). En algunas ocasiones el pan de trigo forma parte de fiestas tradicionales como son las guaguas de pan. Por su parte, países como Venezuela han incorporado masivamente a su alimentación el pan gracias a la influencia de oleadas migratorias procedentes de Europa (principalmente Portugal), quienes regentan locales destinados a su elaboración y comercialización (panaderías).

### En Asia

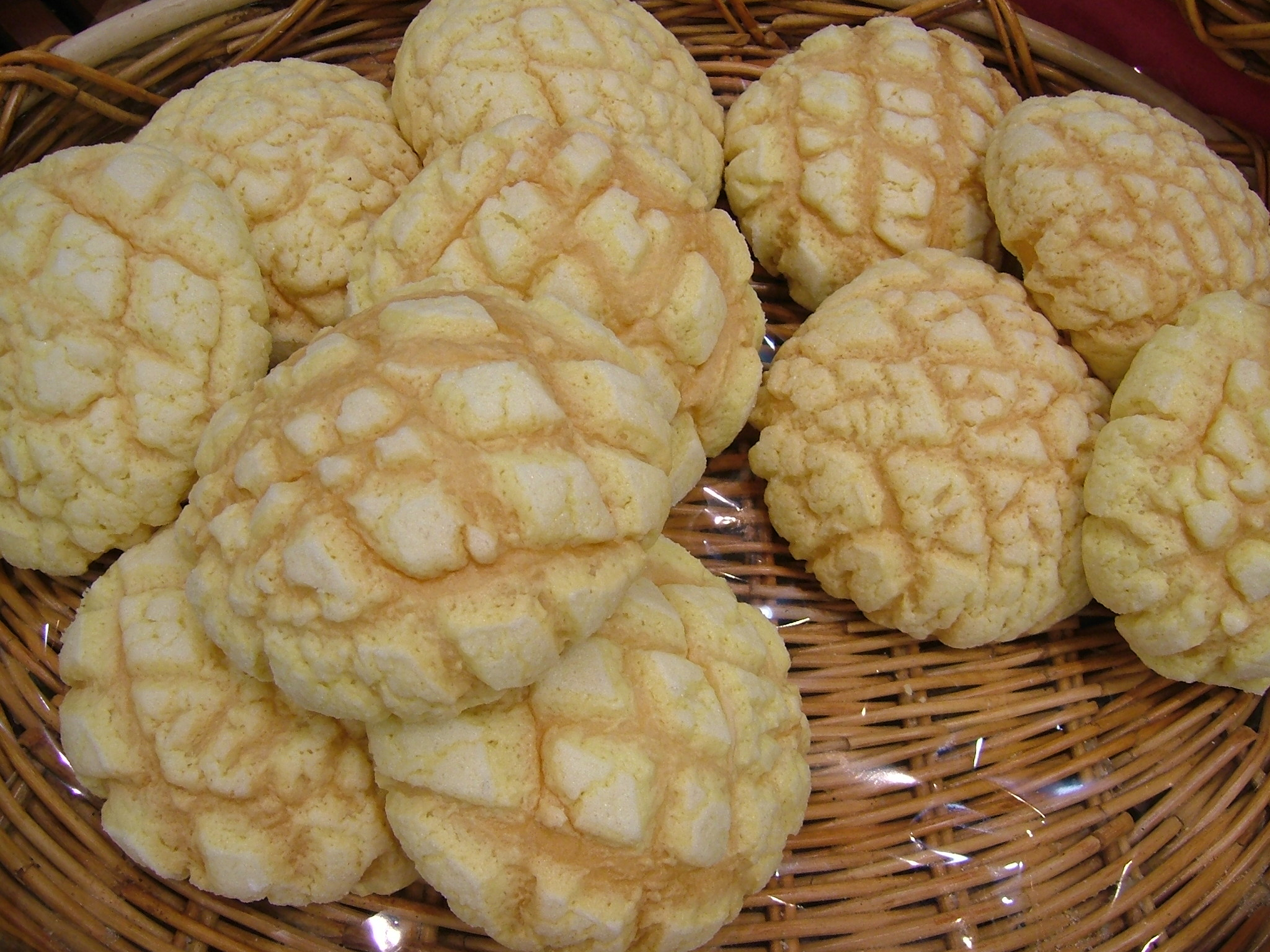
Melonpan es un bollo típico en Japón.

El pan tal y como se conoce en Occidente tiene un relativo bajo índice de consumo en Asia. A pesar del elevado consumo de cereales, se puede decir que el empleo exhaustivo del arroz y de los fideos hace que se evite el pan tal y como se conoce en Occidente. En la India se consumen una gran abundancia de diverso pan plano sin leudar que suelen servirse solos o untados con ghee. Un bollo muy típico en Japón es el Melon pan (メロンパン 'meronpan'?), otro con tradición es el Anpan (あんパン) relleno con Anko; aunque en Japón la industria panificadora, produce diversidad, incluido el pan francés. En Japón es frecuente encontrar pan de arroz. En Vietnam es muy popular la baguette en un bocadillo servido en pequeñas tiendas denominado Bánh mì; en vietnamita bánh significa indistintamente «pan» o «pastel» y forma parte de numerosas denominaciones culinarias de este país.
No obstante, una forma occidentalizada de pan suele consumirse en algunos lugares, sobre todo lo que se denomina «pan francés». En las Filipinas se tiene por influencia española el pandesal. En Malasia se suelen consumir el pan plano naan, puri, roti canai, thosai e idli, todos ellos muy comunes en los desayunos. En Malasia y Singapur es muy popular la tostada kaya, así como el roti john (una especie de tostada elaborada con una baguette abierta).

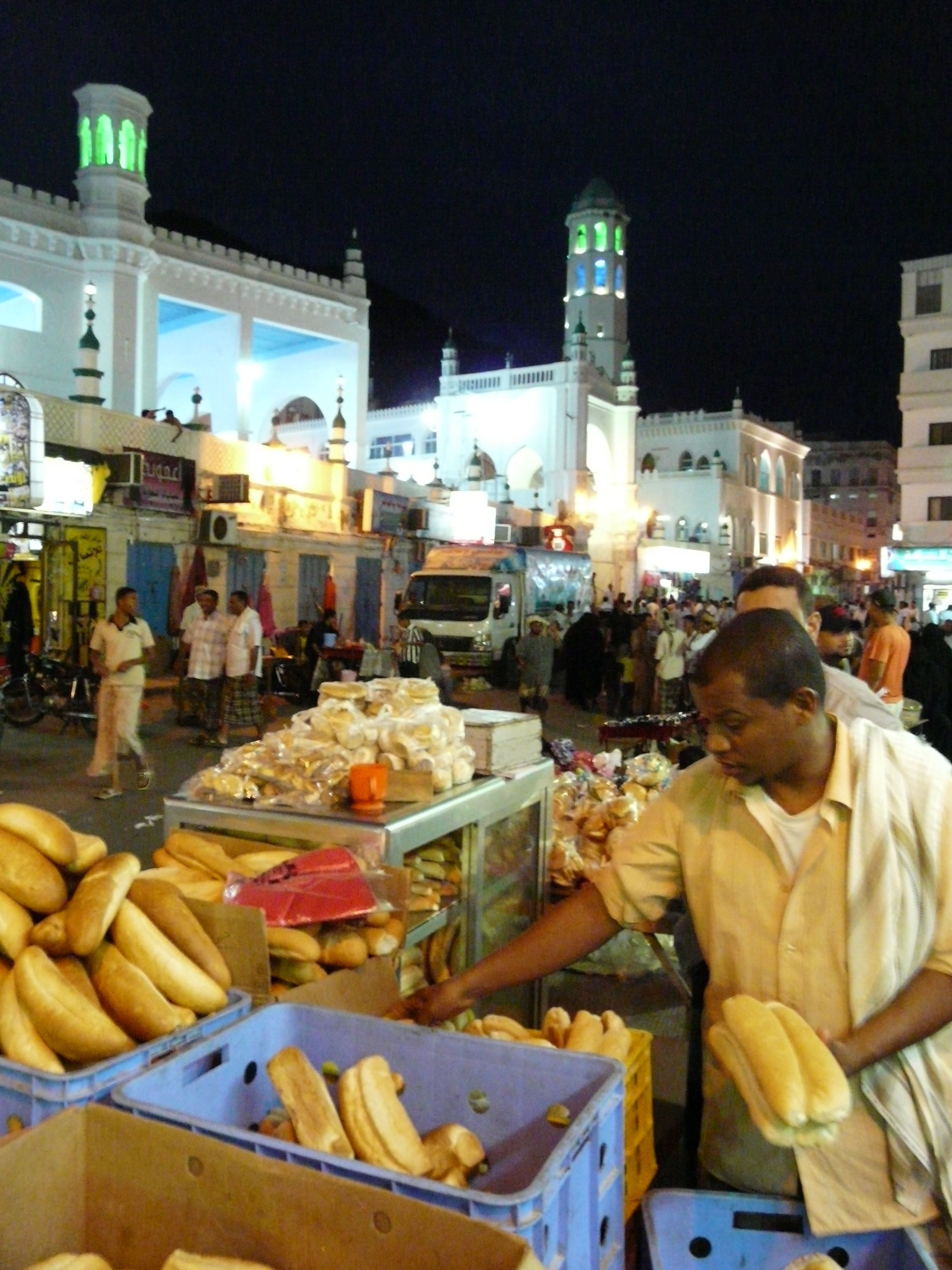
Un mercader de pan en la ciudad de Mukalla (Yemen).

### En África
El pan de África se fundamenta principalmente en la harina de sorgo y de mijo. El pan blanco elaborado con harina de trigo es considerado un lujo en algunas zonas, no obstante puede verse en algunos países con influencia de la cultura francesa. La elaboración en la mayoría de los países africanos es todavía una labor costosa ya que se suele hacer a mano (Esta realidad es mayor en el África subsahariana). A resultas de los altos costes de importar trigo la FAO ha organizado programas para poder emplear harinas que lleven mezclas de cereales de especies locales (harinas compuestas), un caso es el «Composite Flour Programme» diseñado en 1964 e implementado en 1970. En muchos países desarrollados el pan ha sido parte de la alimentación básica de las zonas urbanas, en muchos casos se ha introducido el oficio de panadero. En algunos casos como en Nigeria el consumo de cereales en forma de pan ha desplazado el uso de la raíz de la cassava en un alimento denominado Eba.
La popularidad del pan en África ha logrado que desde mediados del siglo XX se hayan creado cooperativas de mujeres dedicadas a labores específicas de panadería, estos esfuerzos no solo han introducido una pequeña parte de ingresos sino que además ha traído el pan a muchas zonas de África. Una de los cereales empleados es el teff (Eragrostis tef) que proporciona un pan denominado injera. En Sudáfrica es muy popular un pan denominado bunny chow relleno de curry. En algunas ocasiones se elaboran panecillos con mezclas de arroz y centeno. En Somalia, así como en las cocinas del África Oriental es frecuente ver un pan plano denominado Laxoox.

## En la cultura popular
El pan y su mundo aparece en la cultura popular de diversas formas sociales. La popularidad es tanta que pueden encontrarse museos monográficos en Europa acerca del pan como puede ser el Deutsches Brotmuseum Ulm, el Europäisches Brotmuseum (museo europeo del pan) en Ebergötzen (Alemania). El pan es un alimento occidental que posee escaso reflejo en Asia. Se determina por la asociación internacional de panaderos que el día del pan sea el 16 de octubre que coincide con el Día Mundial de la Nutrición (Patrocinado por la FAO desde 1979). El pan posee muchas significaciones en la cultura popular, pero antes que ninguna se encuentra su sinónimo con el concepto alimento. En Baviera por ejemplo se denomina Brotzeit al instante de tomar un aperitivo. El 16 de octubre se celebra anualmente el día mundial del pan.

### Pan y política
Uno de los primeros conceptos populares relacionados entre el pan y la sociedad aparece en Europa bajo la idea romana de panem et circenses («pan y circo») que ha derivado en similitudes como: «pan y toros» (o su símil: «pan y fútbol»). La idea es amortiguar los conflictos sociales proporcionando un placer simple y básico al pueblo llano: pan gratis. De María Antonieta es conocida la leyenda que durante la revolución francesa la gente del pueblo, falta de harina y trigo fue directamente a Versalles a encarar a la reina, según se cuenta, esta habría respondido con la frase: «Que coman pasteles» (Qu’ils mangent de la brioche), causando gran enojo en el pueblo. En la época de la Unión Soviética el pan fue inflado con aire en 1963 con motivo del racionamiento que impuso Nikita Khrushchev a la harina para que pareciesen las barras más grandes, a este pan se le denominó jocosamente masa de Khrushchev (en idioma ruso: хрущёвское тесто).
Un hecho social acerca del pan, es que se ha hecho históricamente una distinción social en función del color de la miga de pan que se haya comido, por ejemplo el pan de centeno (más negro) ha correspondido a las clases menos favorecidas mientras que los de harina de trigo (más blancos) a la clase alta. El símbolo de alimento (así como su sinónimo en algunas culturas) hace que existen movimientos Bread for the World (Pan para el mundo). El pan forma parte de una de las variables económicas que forma parte de la medida del índice de precios al consumo con las que se hace la revisión salarial, por esta razón el cambio en los precios del pan es considerado inmediatamente en cuenta por los políticos de las naciones.

### Pan y religión
Aparece en numerosos rituales religiosos de diversas religiones, por ejemplo en la religión cristiana toma protagonismo en la eucaristía (denominada también «fracción del pan», «Cena del Señor») en el que el pan es una oblea de pan ácimo crujiente denominado hostia. El pan fue el alimento de la última cena y en torno a él se celebra el sacramento de la Eucaristía (Transubstanciación). Uno de los milagros más conocidos de Jesús es la «multiplicación de los panes y los peces» en el que tomando dos alimentos básicos es capaz de alimentar a varios invitados. El pan aparece como alimento en diversos pasajes de la Biblia así como en el Padre nuestro («danos hoy nuestro pan de cada día»). En algunos países musulmanes el pan se cocina para algunas fiestas como el Id al-Fitr, que sigue al Ramadán. El jalá (que significa «masa oferente») se trata de un pan tradicional de origen judío elaborado con una masa rica en huevo y mantequilla, es servido el viernes por la noche para cena del Sabbat. Los judíos comen también un pan ácimo durante la pascua judía denominado matzoh y en algunos lugares de Latinoamérica el Hallulla (pan de las fiestas). De la misma forma el jalá que se consume en Sabbat y en las festividades judías, excluyendo la fiesta de Pesaj. El Prosphora (en griego πρόσφορον - ofrecimiento) es un pan empleado en la liturgia de la Iglesia Ortodoxa.
San Antonio Abad se ha dicho que es el patrón de los panaderos, aunque su patronato se ha repartido entre los animales de granja igualmente. En Suecia se prepara un pan de yema denominado lussekatt con una forma de «S» y aromatizado con azafrán, se sirve durante el desayuno del día de Santa Lucía (13 de diciembre). El fougasse en Francia que se sirve como parte de los trece postres (simbolizando los doce apóstoles y Jesucristo), de la misma forma el christopsomo griego que tiene la cruz cristiana en su superficie, el Hutzelbrot pan bávaro de Navidad. En algunos casos como el pan de muerto mexicano en la celebración del día de los muertos. Algunos pasteles cumplen funciones similares en celebraciones religiosas y profanas a lo largo de todo el mundo.

### Historieta
- La serie anime Yakitate!! Ja-pan relata las aventuras de un joven panadero que trata de crear «pan que sepa mejor que el arroz». Es decir, un tipo de pan que el pueblo japonés pudiera aceptar como alimento básico.

### Cine / TV
- En la cadena alemana KI.KA el personaje Bernd das Brot («Bernardo el pan») es protagonista una barra de pan que posee ciertas opiniones sobre el mundo que le rodea.

### Literatura
- El poeta chileno y Premio Nobel de literatura Pablo Neruda realizó una «Oda al pan», alimento que en su país natal es primordial en la dieta y los ha llevado a ocupar el segundo lugar a nivel mundial en su consumo.
- En el Lazarillo de Tormes existen abundantes referencias acerca de la importancia del pan en la Edad Media en España.
- Miguel N. Lira, destacado poeta nacido en Tlaxcala, escribió en el Corrido de Domingo Arenas: «Domingo el panadero hacía pan, pan de dulce y pan de sal; rosquillas para los niños que lo veían hacer pan».